# Vlárská dráha
Vlárská dráha (též Vlárská trať) je mezistátní železniční trať Brno – Kyjov – Veselí nad Moravou – Trenčianska Teplá o délce 179 km, která je dnes (2024) v jízdním řádu pro cestující rozdělená do tabulek s čísly 300 (Brno–Blažovice), 340 (Brno–Kunovice) a 341 (Staré Město u Uherského Hradiště – Kunovice – Vlárský průsmyk) v Česku a do tabulky číslo 123 na Slovensku. Nazývá se podle řeky Vláry, podél níž je vedena její koncová část. Na jiných místech vede trať údolím Litavy, Kyjovky nebo Olšavy. Vlárská dráha byla vybudována v pěti etapách od 1. dubna 1883 do 28. října 1888. Na své trase mimoúrovňově kříží dvě jiné tratě (Brno–Přerov a Přerov–Břeclav), s nimiž je propojena krátkými spojkami.
Vlárská dráha vede z Brna přes Blažovice, Slavkov u Brna, Bučovice, Nesovice, Nemotice, Kyjov, Bzenec, Veselí nad Moravou, Kunovice, Uherský Brod, Újezdec u Luhačovic, Bojkovice, Pitín, Bylnici a Vlárský průsmyk do slovenské Trenčianské Teplé. Vlárská dráha je v úseku Odbočka Brno-Černovice (Slatinská) – Veselí nad Moravou dvoukolejná a zbývající delší úsek až do Trenčianské Teplé je jednokolejný. Kromě úseku Brno – Blažovice, který byl elektrizován v roce 1996, se jedná o neelektrizovanou trať.
Vlárská dráha je v úseku Brno – Kunovice součástí celostátní dráhy a navazující úsek Kunovice – Trenčianska Teplá je kategorizován jako regionální dráha. Při převzetí funkce provozovatele tehdejší Správou železniční dopravní cesty v roce 2008 byla součástí celostátní dráhy ještě celá trať. Úsek Brno – Staré Město u Uherského Hradiště je začleněn do integrovaného dopravního systému Jihomoravského kraje jako rychlíkové linky R56 (spěšné vlaky) a R18 (úsek Veselí nad Moravou – Staré Město u Uherského Hradiště) a linka osobních vlaků S6.

## Historický vývoj trati
Stavba trati probíhala v 80. letech 19. století a do provozu byly dávány jednotlivé úseky následovně:
- 1. dubna 1883: Kunovice – Uherský Brod
- 20. července 1884: Kyjov – Bzenec
- 4. června 1887: Bzenec – Kunovice
- 10. října 1887: Brno – Kyjov
- 28. října 1888: Uherský Brod – Trenčianska Teplá[3]

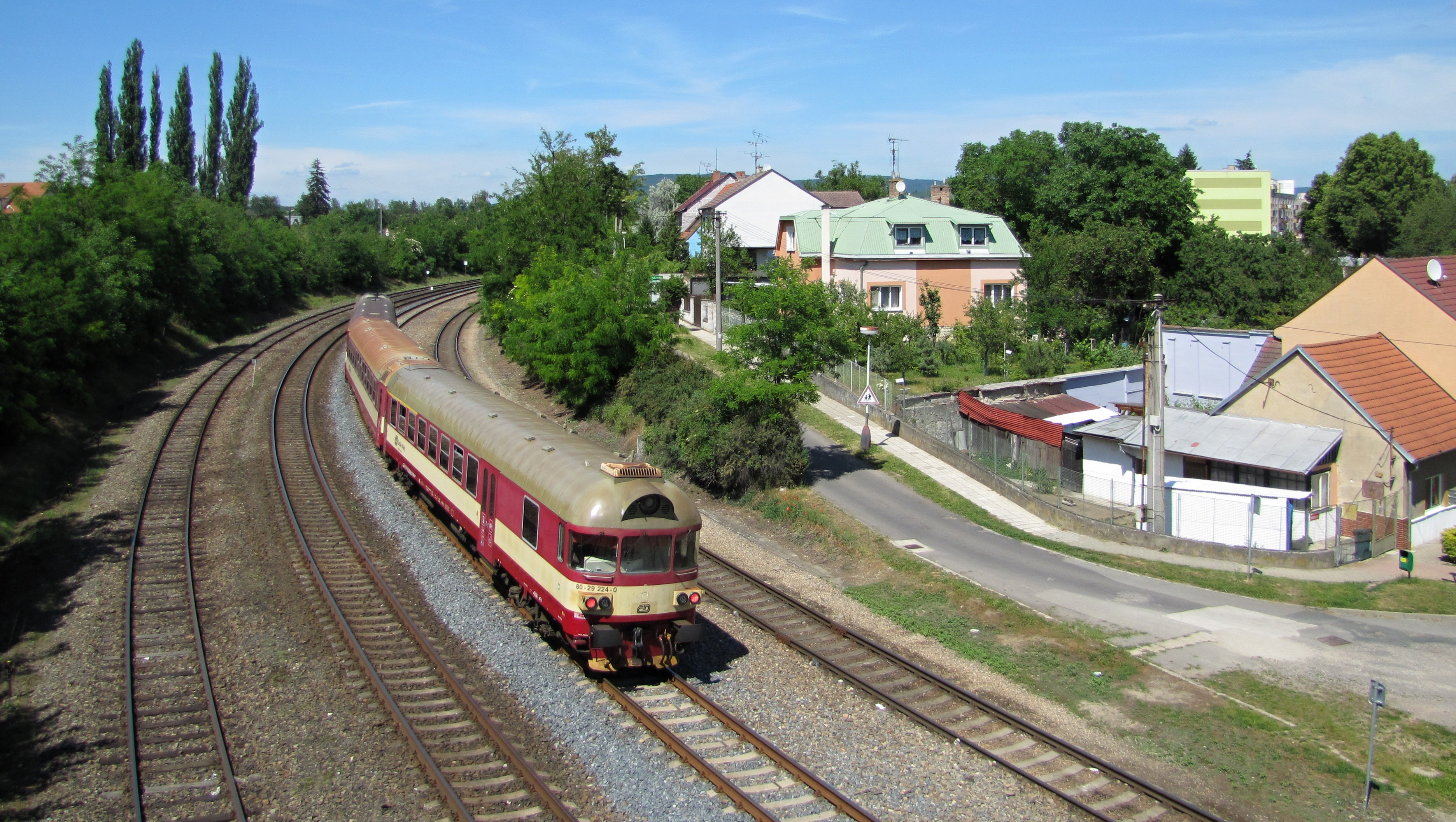
Vlárská dráha v Kyjově

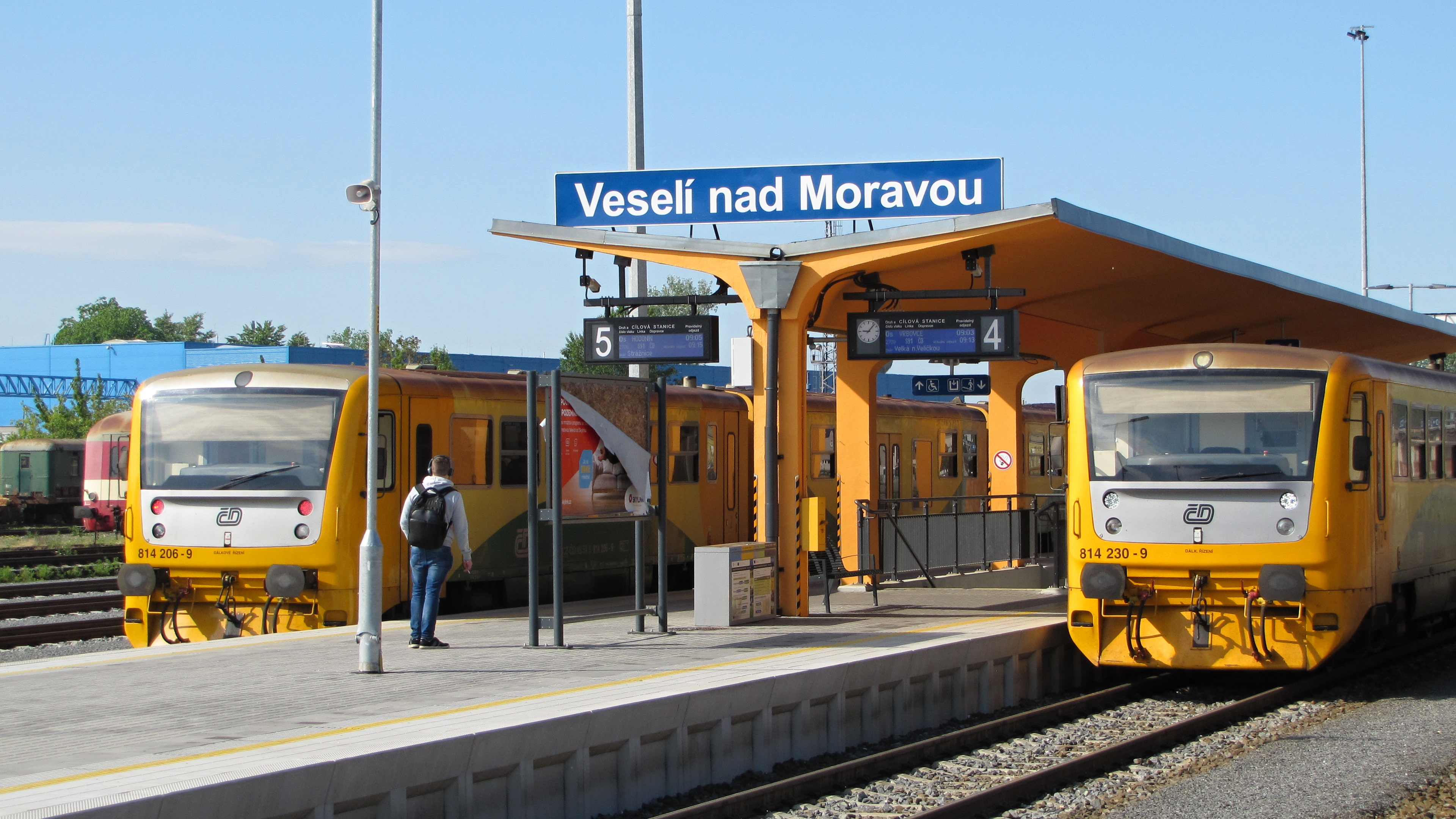
Železniční stanice Veselí nad Moravou

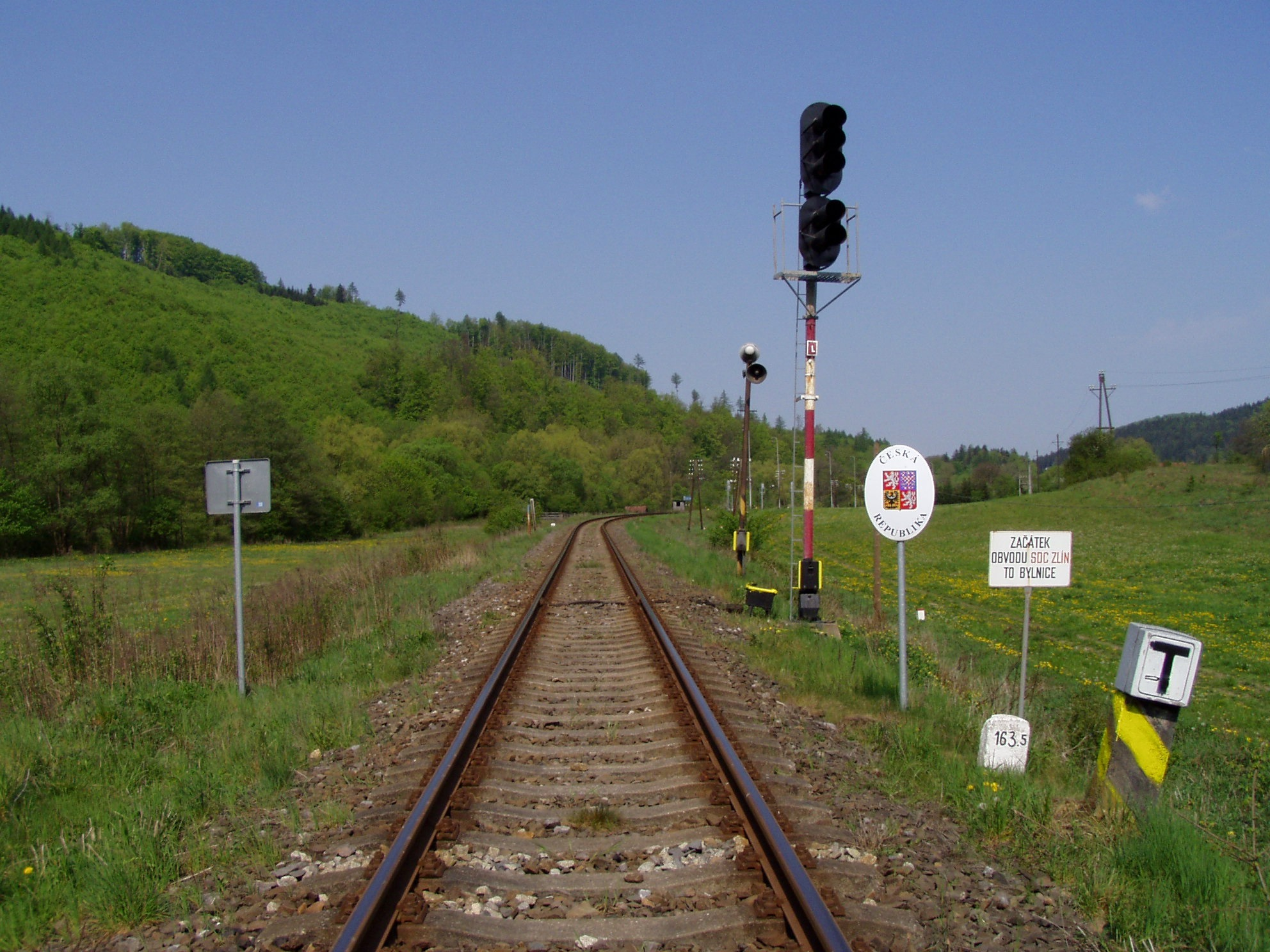
Státní hranice u stanice Vlárský průsmyk

Vlárská dráha byla vybudována jako součást Českomoravské transverzálky, podobně jako např. trať Brno–Jihlava. V roce 1919 zasáhla Vlárskou dráhu v úseku Kunovice – Trenčianska Teplá devastující povodeň, což způsobilo, že byl v tomto úseku na nějakou dobu zastaven provoz. V roce 1934 byla vybudována spojka Vlárské dráhy z Blažovic do Holubic na trati Brno–Přerov. Vzhledem k nedostatečné kapacitě byla v roce 1937 dána do provozu druhá kolej v úseku odbočka Brno-Černovice (Slatinská) – Veselí nad Moravou. V roce 1941 byla zprovozněna přeložka krátkého úseku v Kyjově. V roce 1996 probíhala elektrizace v úseku Brno – Blažovice.[zdroj?] Elektrický provoz na této části tratě, včetně spojky Blažovice – Holubice, byl zahájen 4. října 1996. Zbývající část tratě Blažovice – Trenčianska Teplá není elektrizována. Od roku 2008 je úsek Kunovice – Trenčianska Teplá kategorizován jako regionální dráha, do té doby byla součástí celostátní dráhy ještě celá trať.
Osobní provoz na trati v historii Vlárské dráhy kromě vlaků spíše lokálního významu zahrnoval do konce 80. let i několik významnějších vlaků. Tak např. denně byly provozovány dva páry rychlíků, které spojovaly Brno s Trenčianskou Teplou (z Brna rychlík odjížděl kolem 8. a 13. hodiny, z Trenčianské Teplé kolem 13. a 19. hodiny, celková jízdní doba se pohybovala kolem 3,5 hodiny). Rychlíky spojující Brno s Trenčianskou Teplou byly koncipovány jako návazné vlaky k významné železniční tepně směřující do Tater a dále do východoslovenských Košic. Význam tohoto spojení však zejména v 90. letech 20. století vymizel s rozmachem autobusové dopravy na Slovensko. Část Vlárské dráhy dále využíval i noční rychlík Petrov z Brna do Košic (v úseku Brno – Bzenec, jeho první zastávkou byla železniční stanice Slavkov u Brna) nebo noční vlak Děvín (v úseku Brno – Veselí nad Moravou) jedoucí z Bratislavy do Prahy přes Myjavu a Piešťany.
I v současnosti[kdy?] převažují vlaky regionálního významu. Nakrátko bylo od jízdního řádu 2010/2011 obnoveno přímé spojení Brna s Trenčianskou Teplou prostřednictvím víkendového spěšného vlaku. Na základě dohody se slovenským dopravcem ZSSK je od prosince 2012 zajištěno spojení už jen s přestupem v pohraniční přechodové stanici Vlárský průsmyk. V roce 2015 probíhala modernizace a obnova železničního svršku tratě v úseku Brno – Nesovice. Od března 2016 byl po trati (v úseku Kunovice – Trenčianska Teplá) provozován expres společnosti Arriva vlaky jedoucí po trase Praha – Nitra a od jízdního řádu 2019/2020 provozuje Arriva všechny pravidelné osobní vlaky v úseku Staré Město u Uherského Hradiště – Bylnice a několik osobních vlaků v úseku Staré Město u Uherského Hradiště – Veselí nad Moravou.
Zlínský kraj měl v roce 2023 zájem o obnovení přeshraničního provozu přes Vlárský průsmyk od jízdního řádu 2024/2025. K tomu však nedošlo, a i v tomto jízdním řádu byl přes hranici veden pouze 1 pár vlaků.[zdroj?]

## Provoz na trati
Počáteční úsek Vlárské dráhy Brno – Blažovice je běžně projížděn rychlíky na trase Brno – Přerov nebo Brno – Olomouc, protože je tato trať kratší a kapacitnější než vlastní trať Brno–Přerov přes Chrlice. Tyto vlaky však v tomto úseku nezastavují.

## Stanice a zastávky

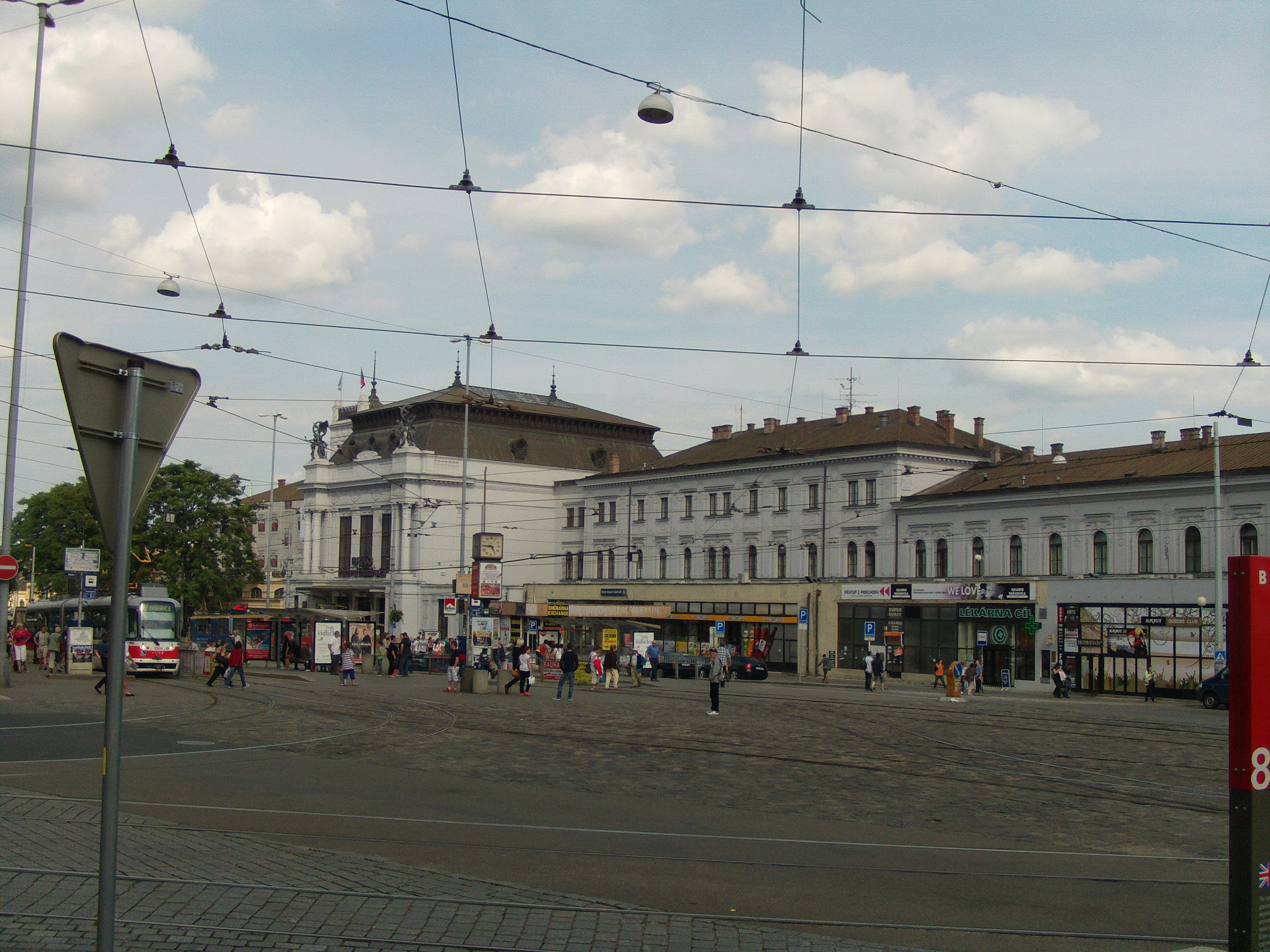
Brno hlavní nádraží
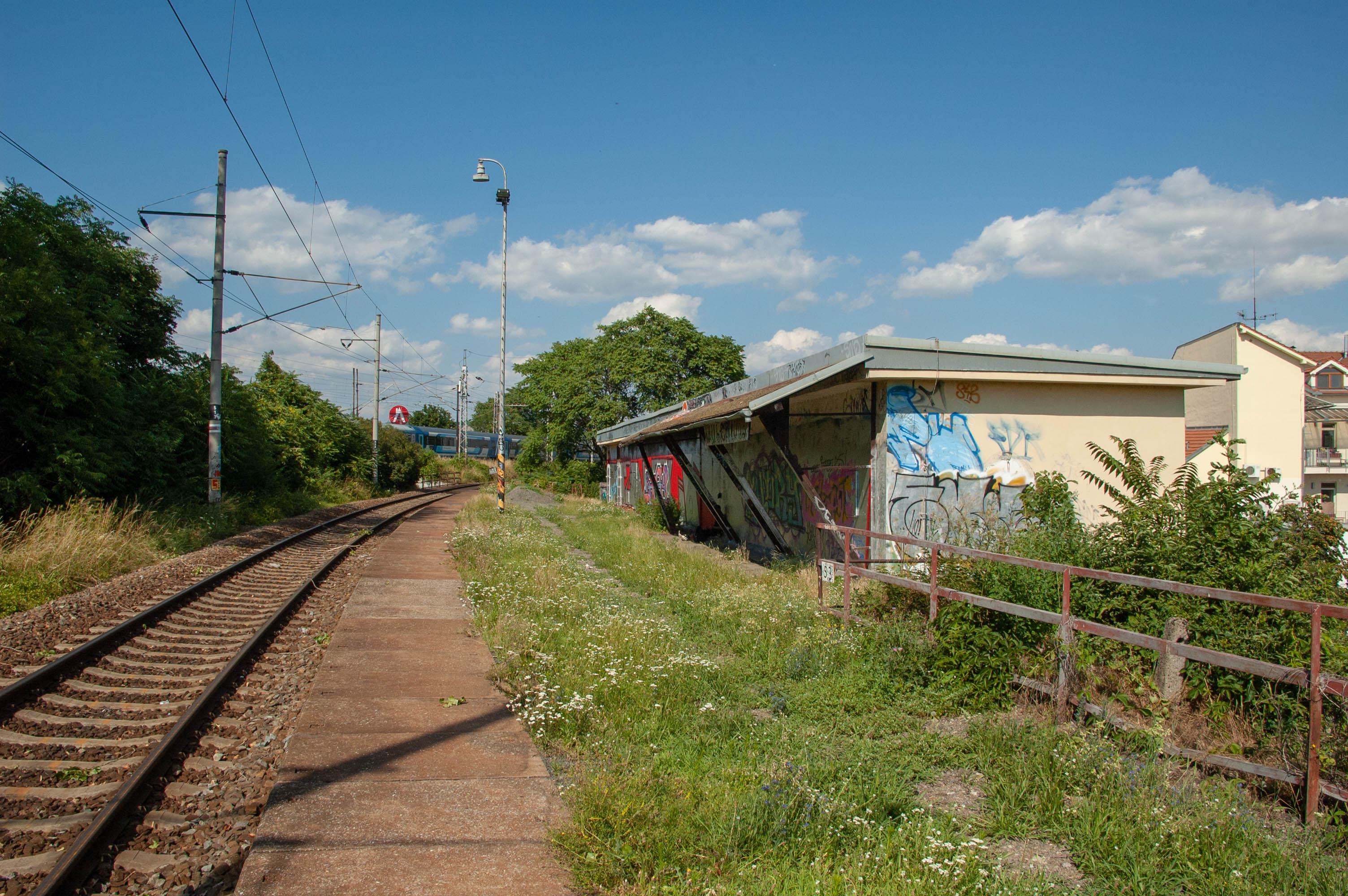
Brno-Černovice
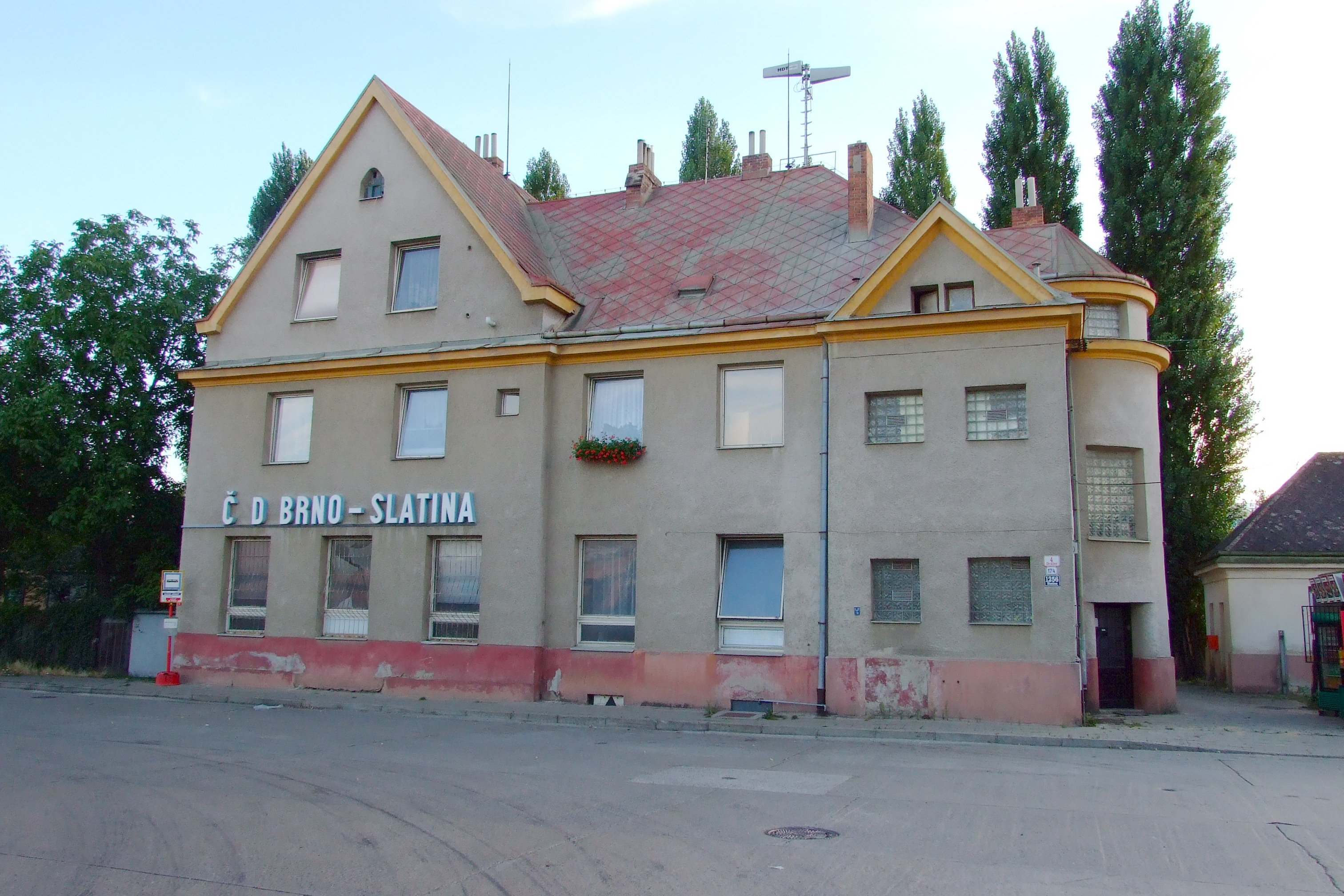
Brno-Slatina
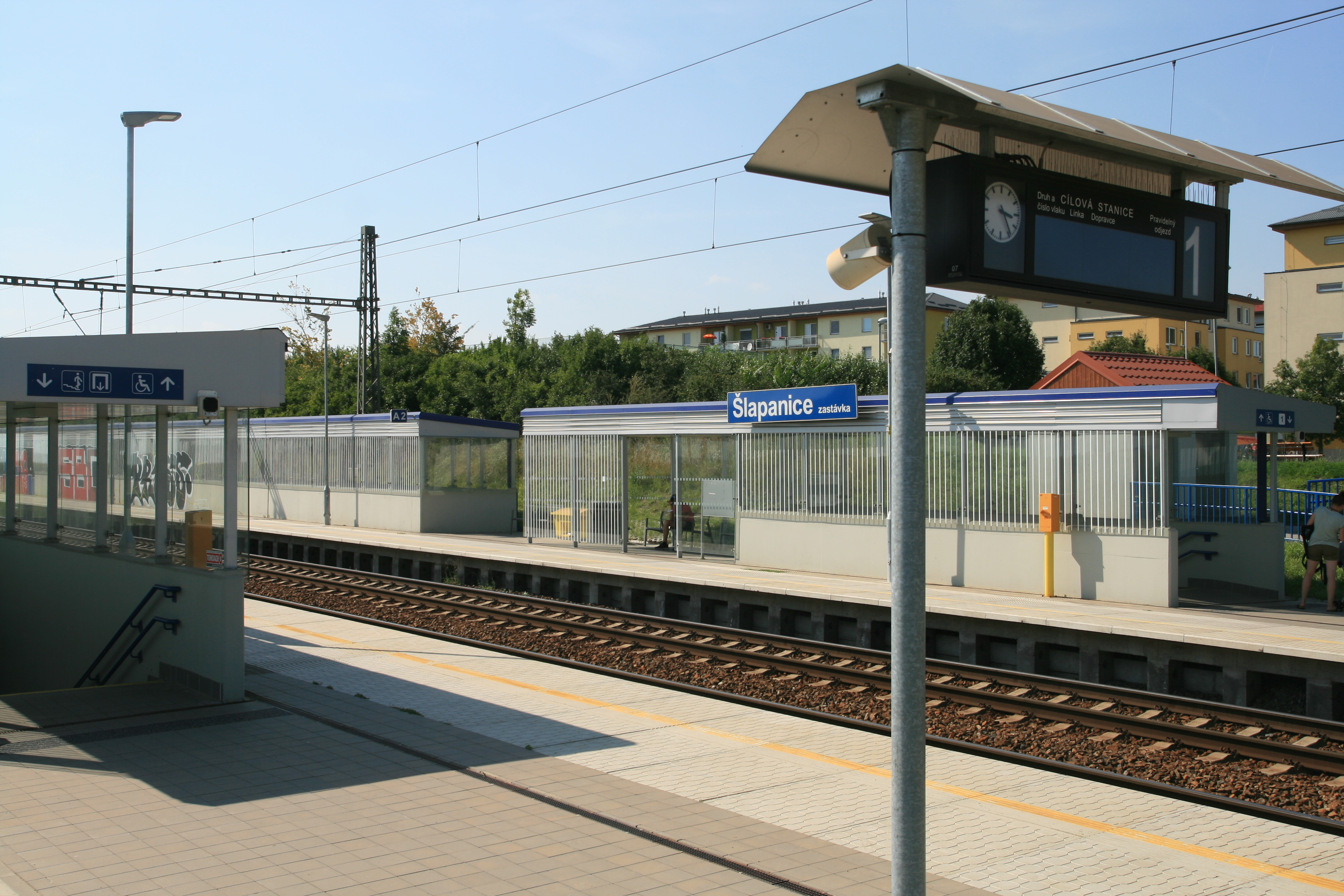
Šlapanice zastávka
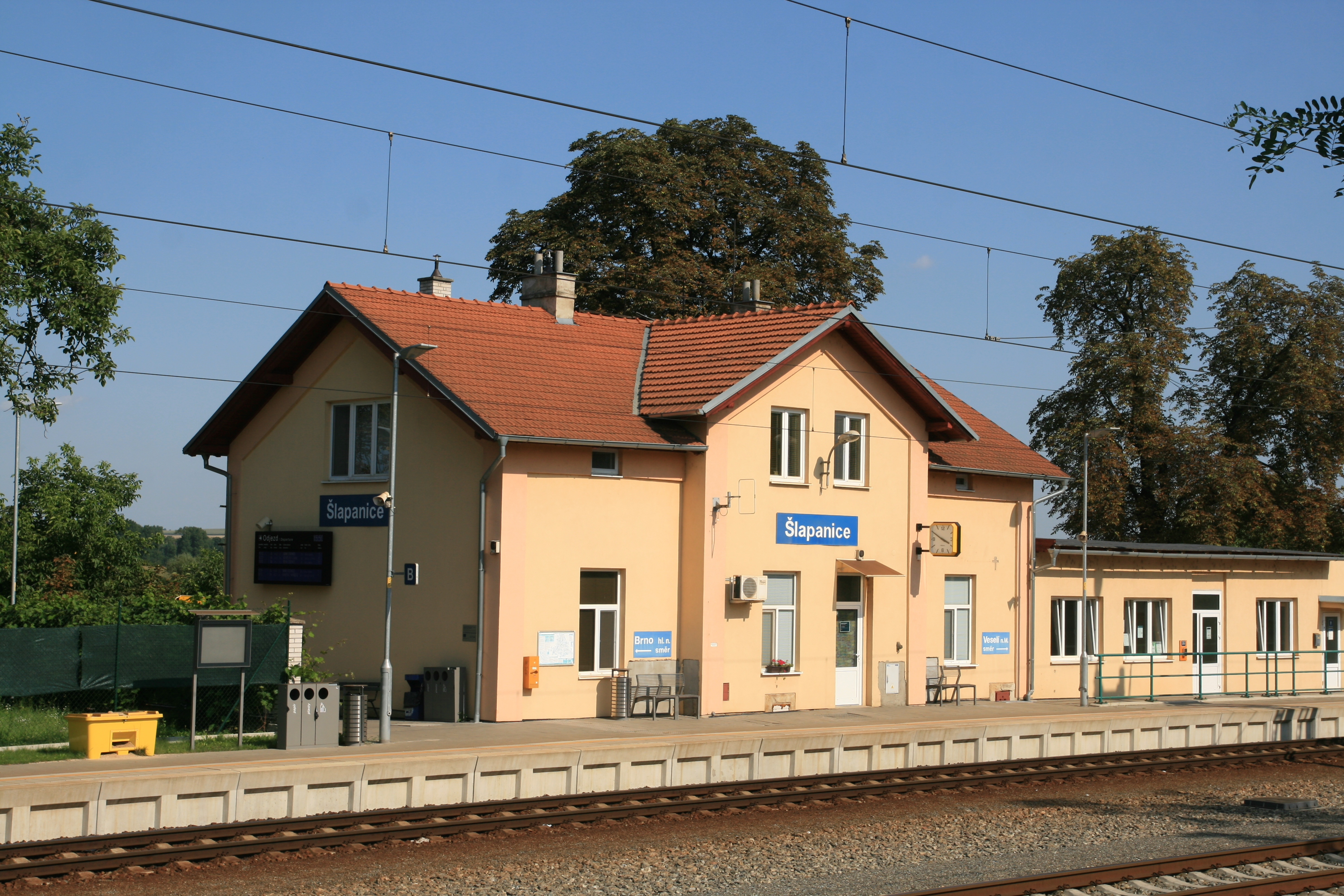
Šlapanice
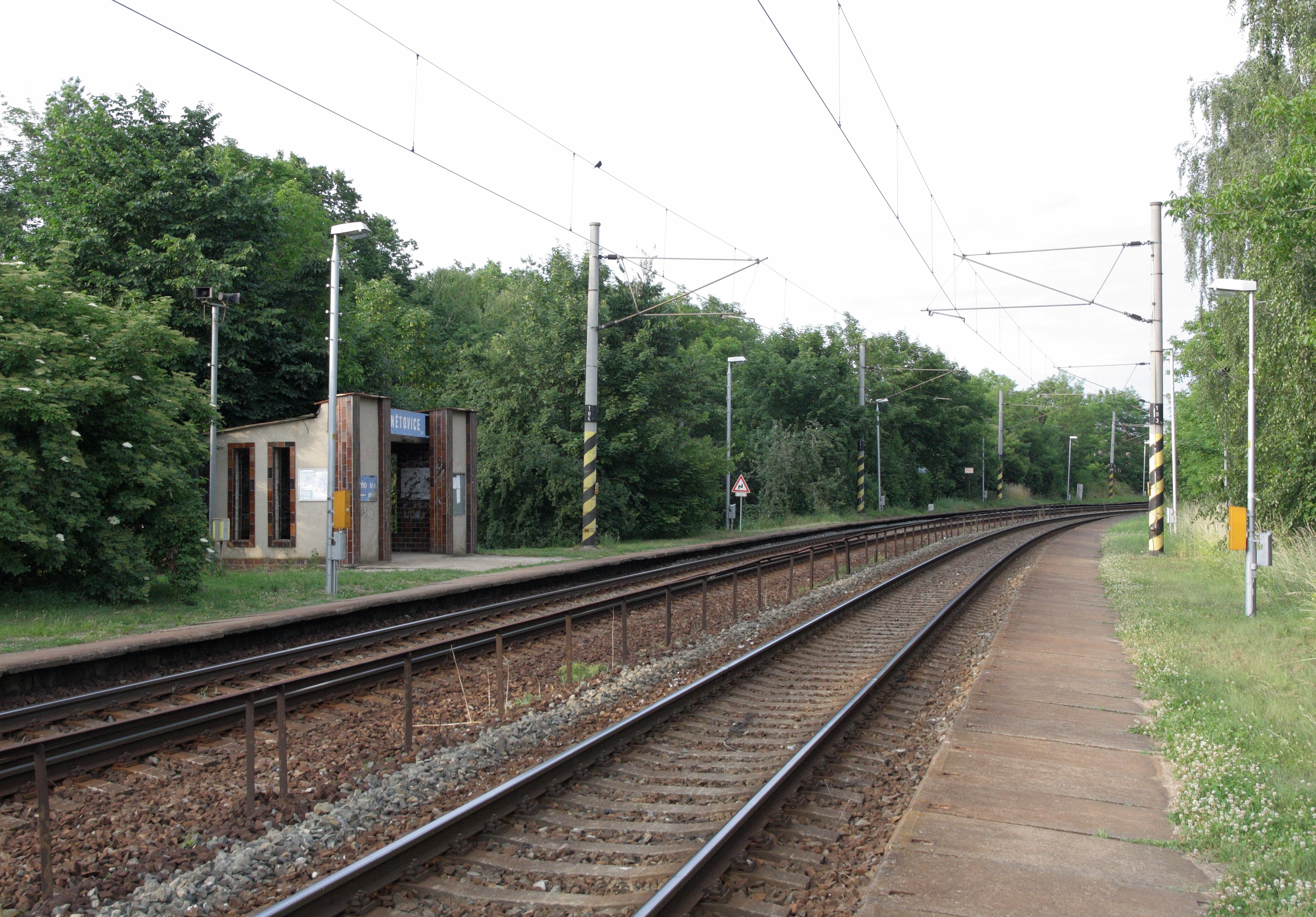
Ponětovice
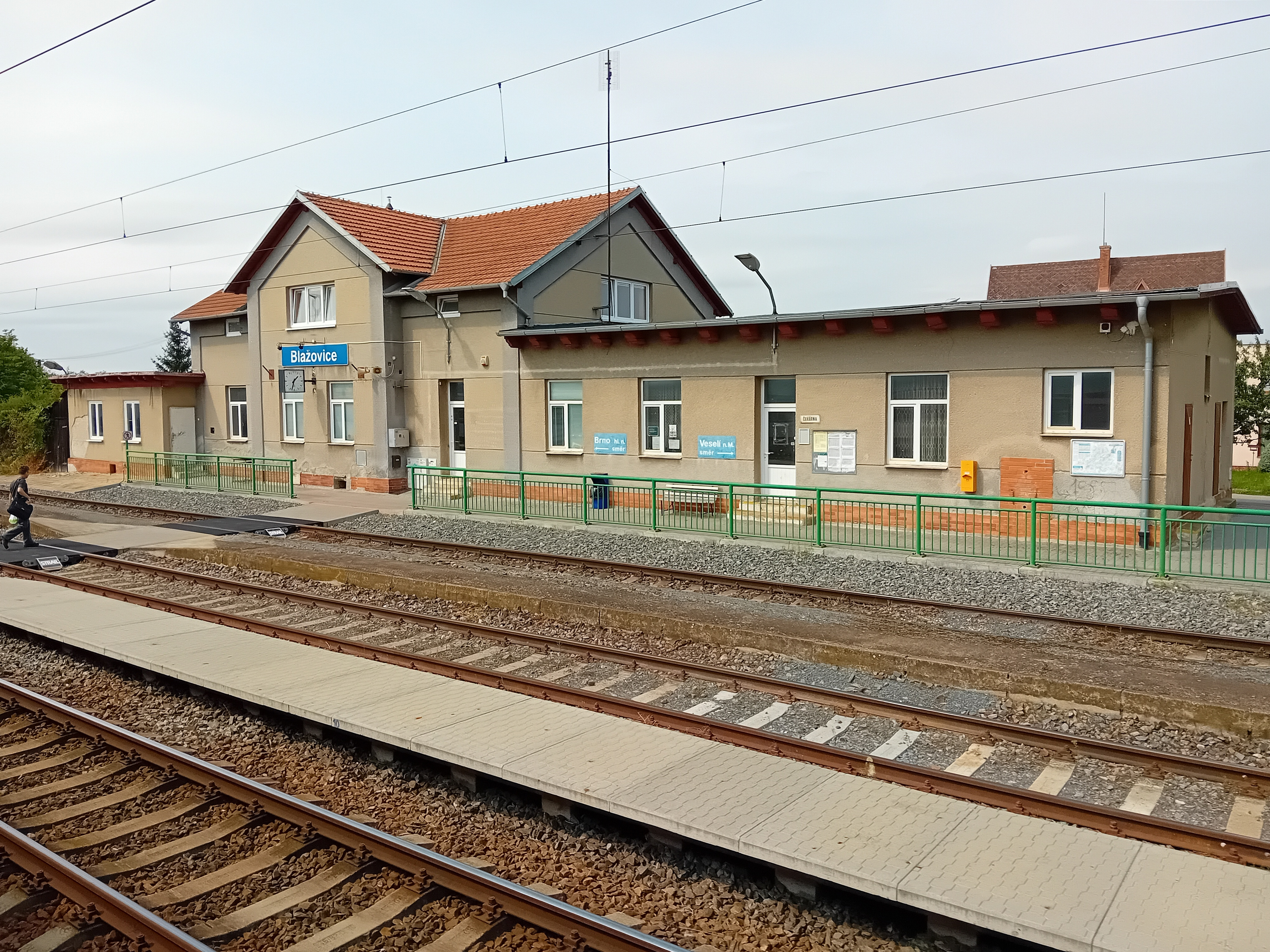
Blažovice
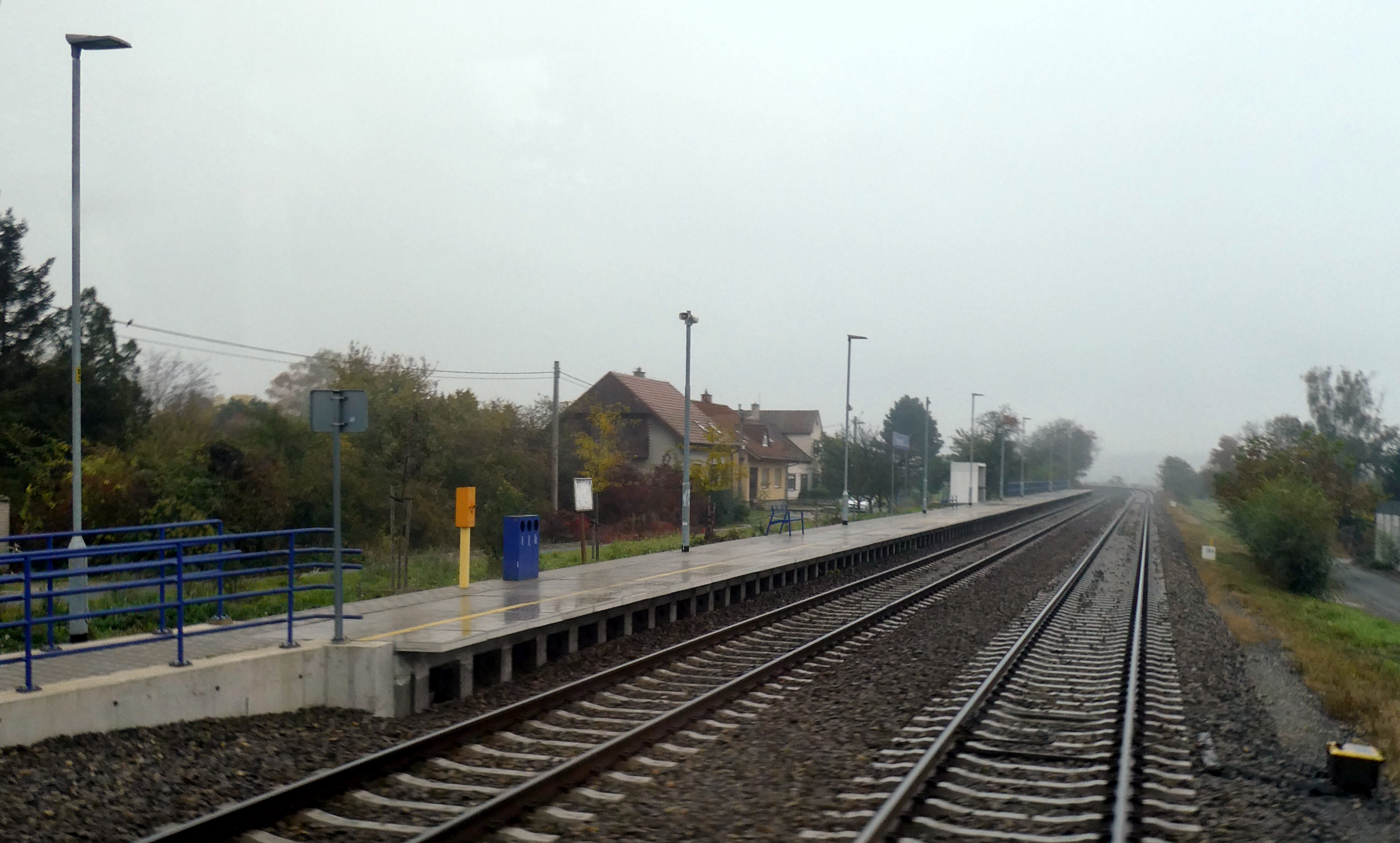
Křenovice dolní nádraží
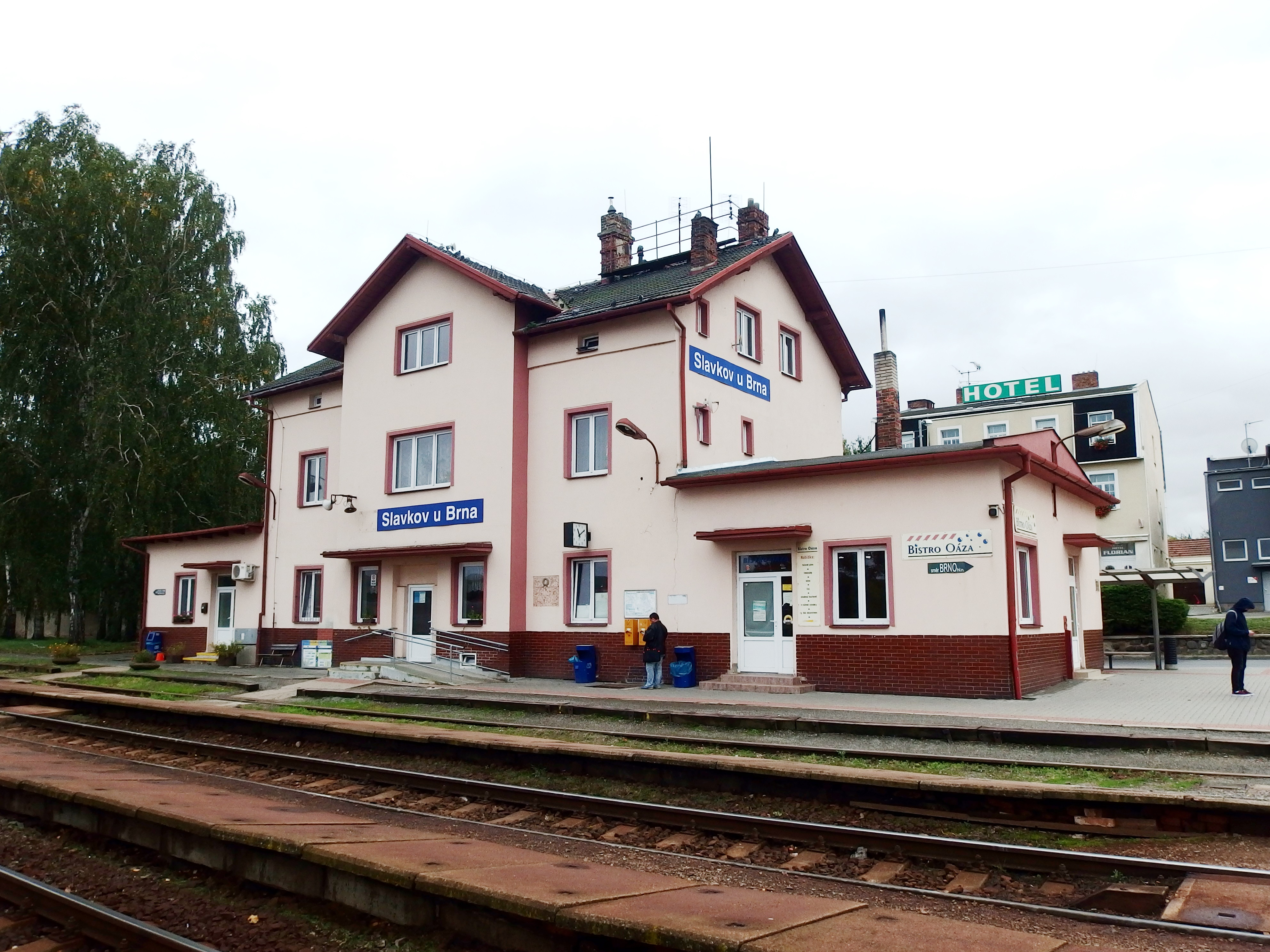
Slavkov u Brna
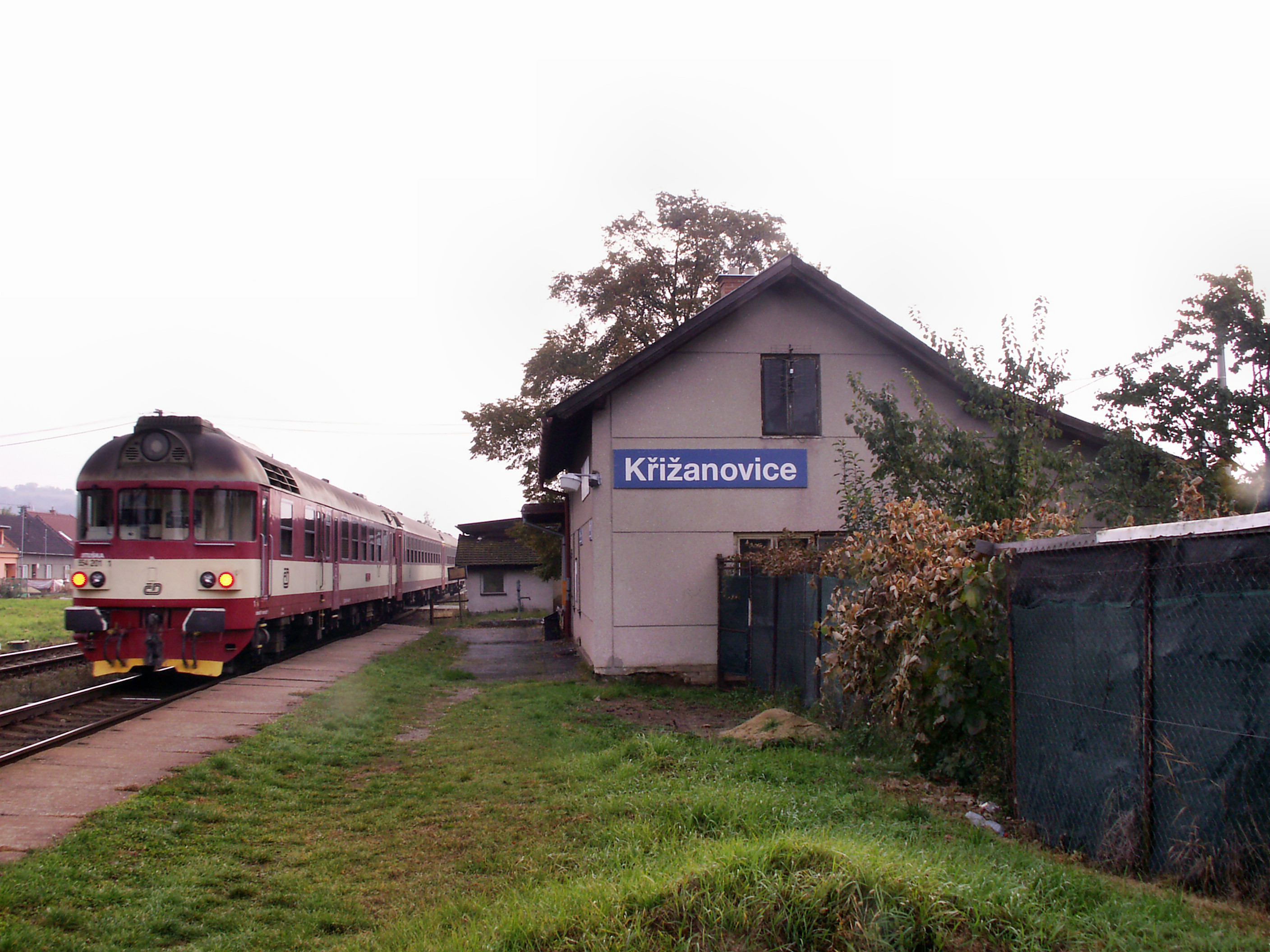
Křižanovice
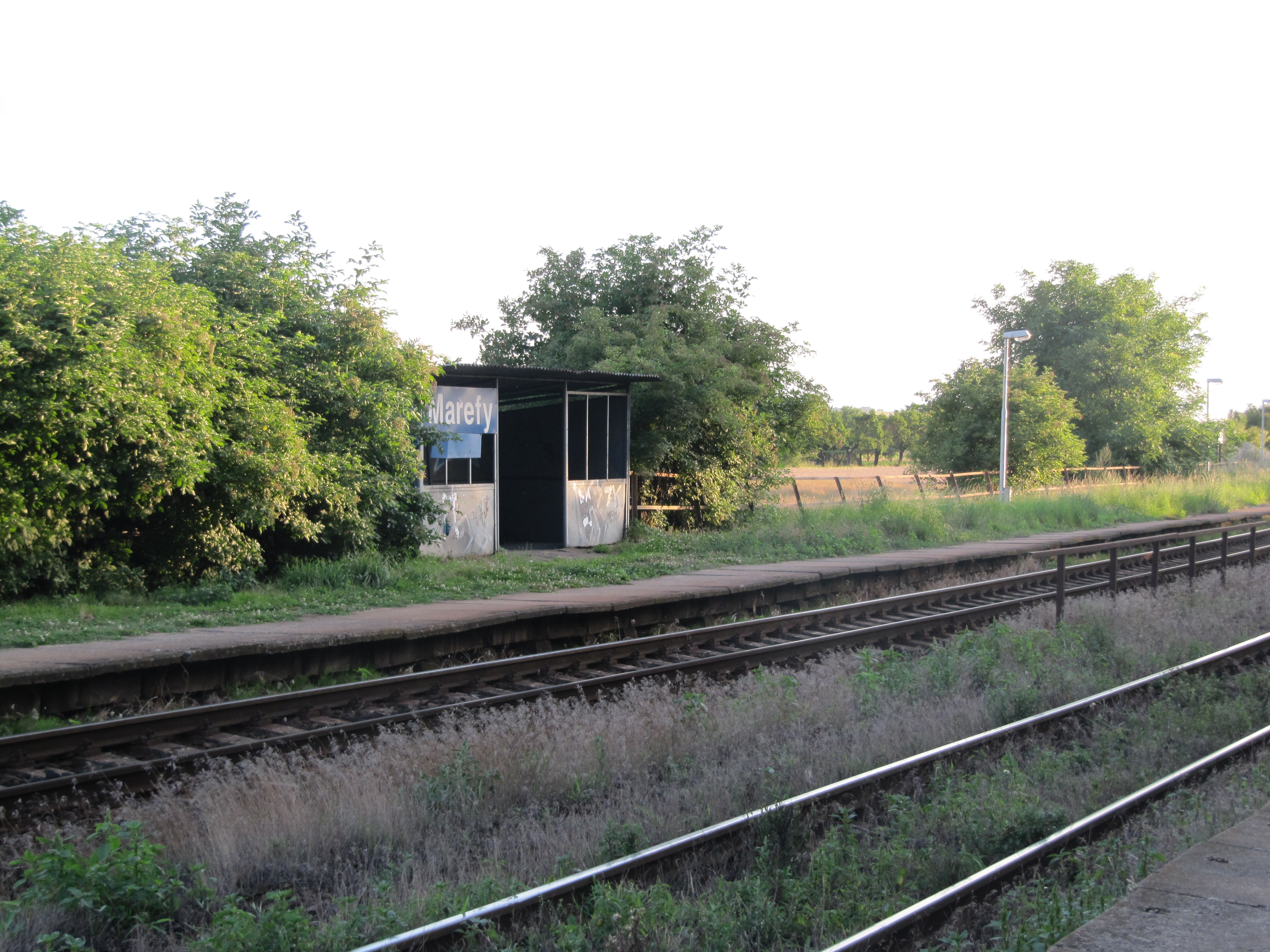
Marefy
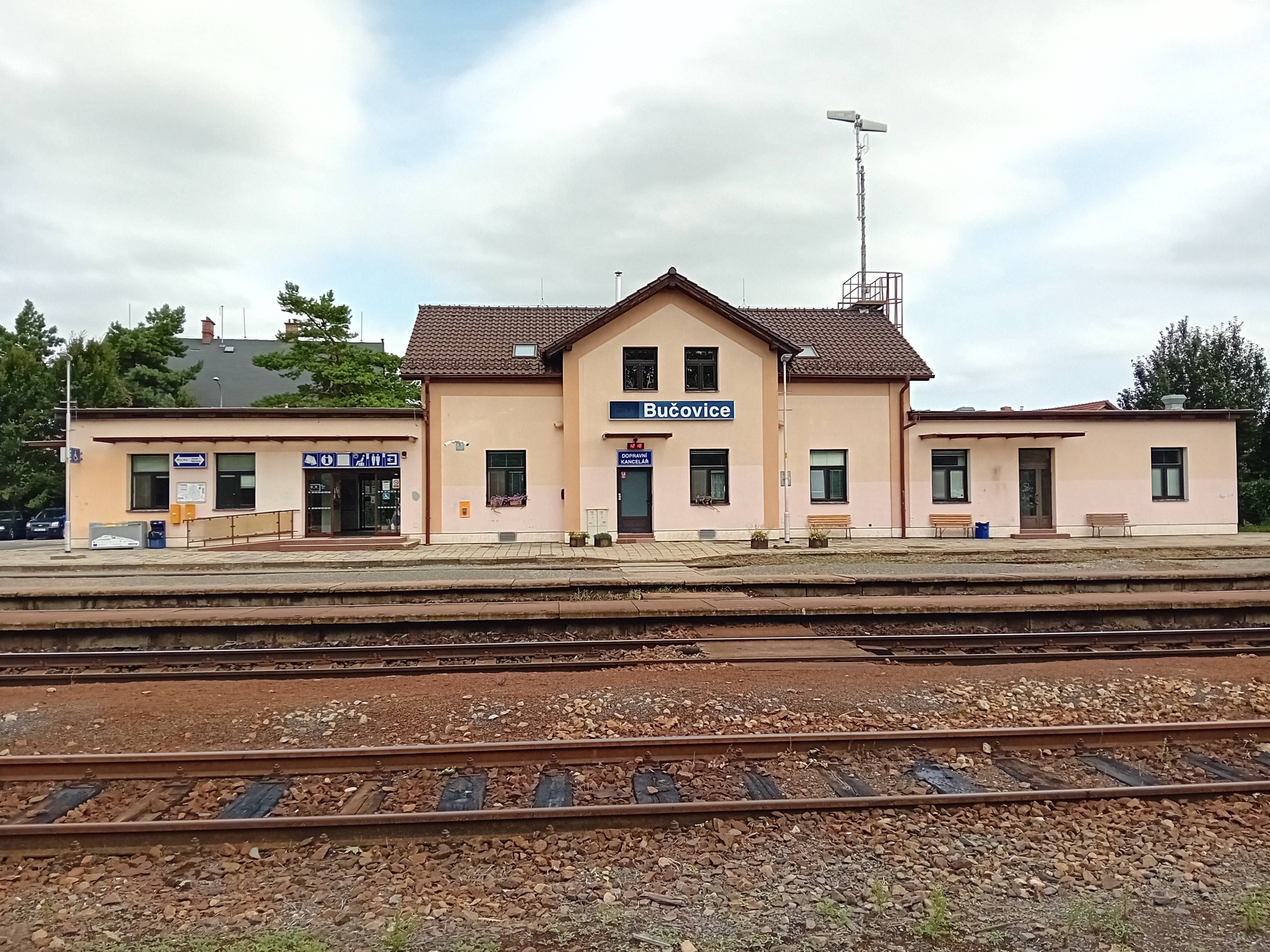
Bučovice
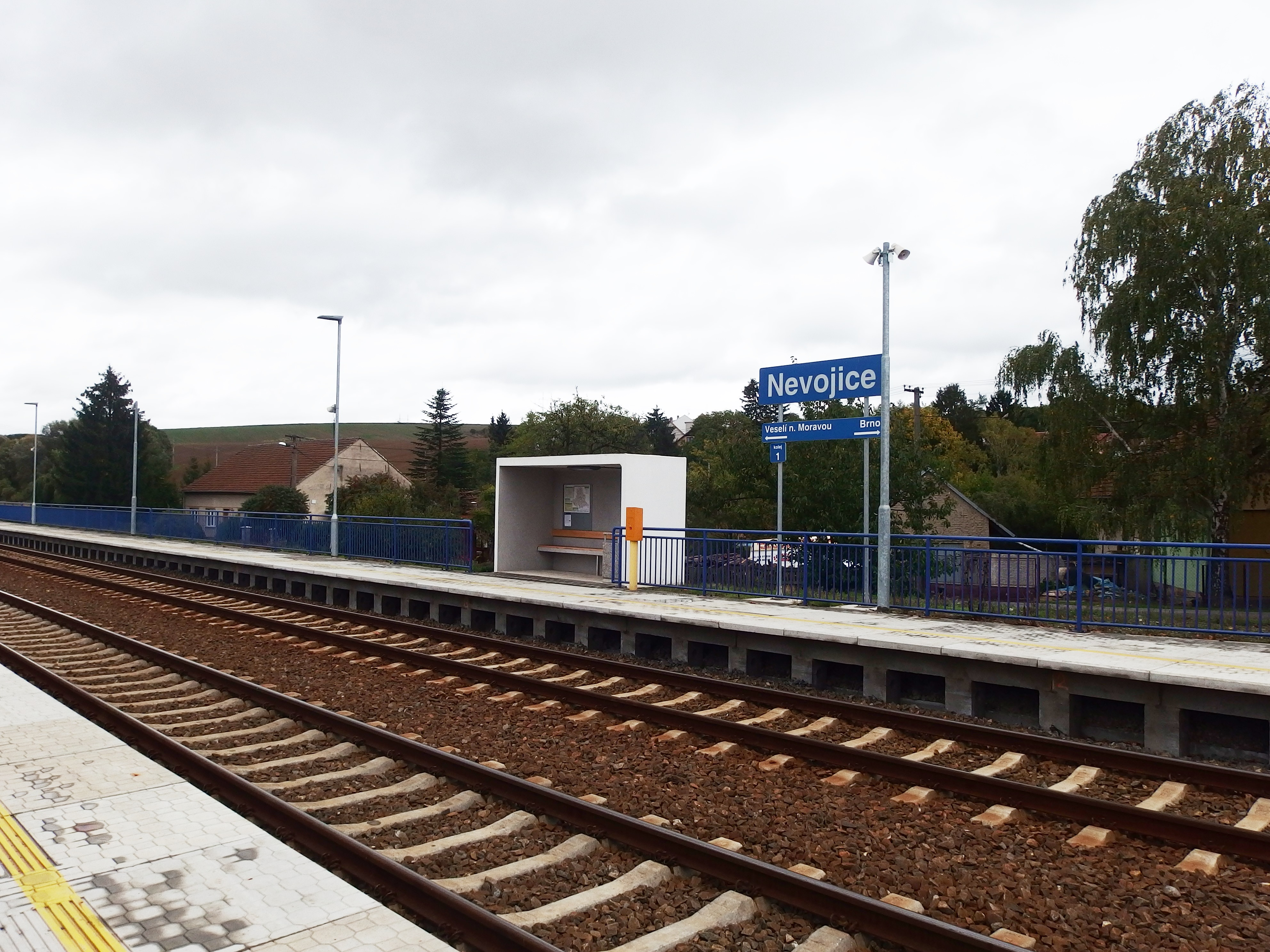
Nevojice
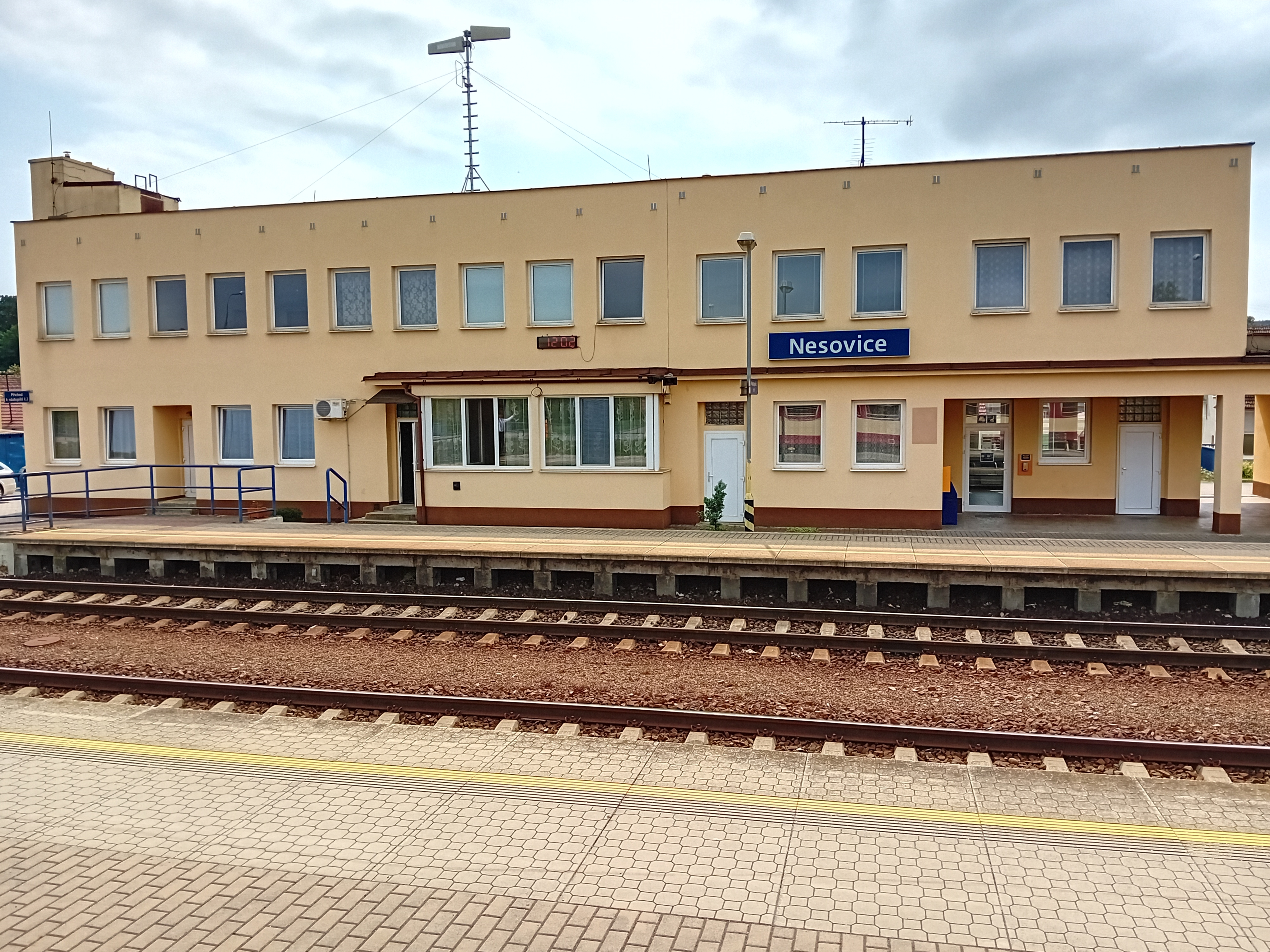
Nesovice
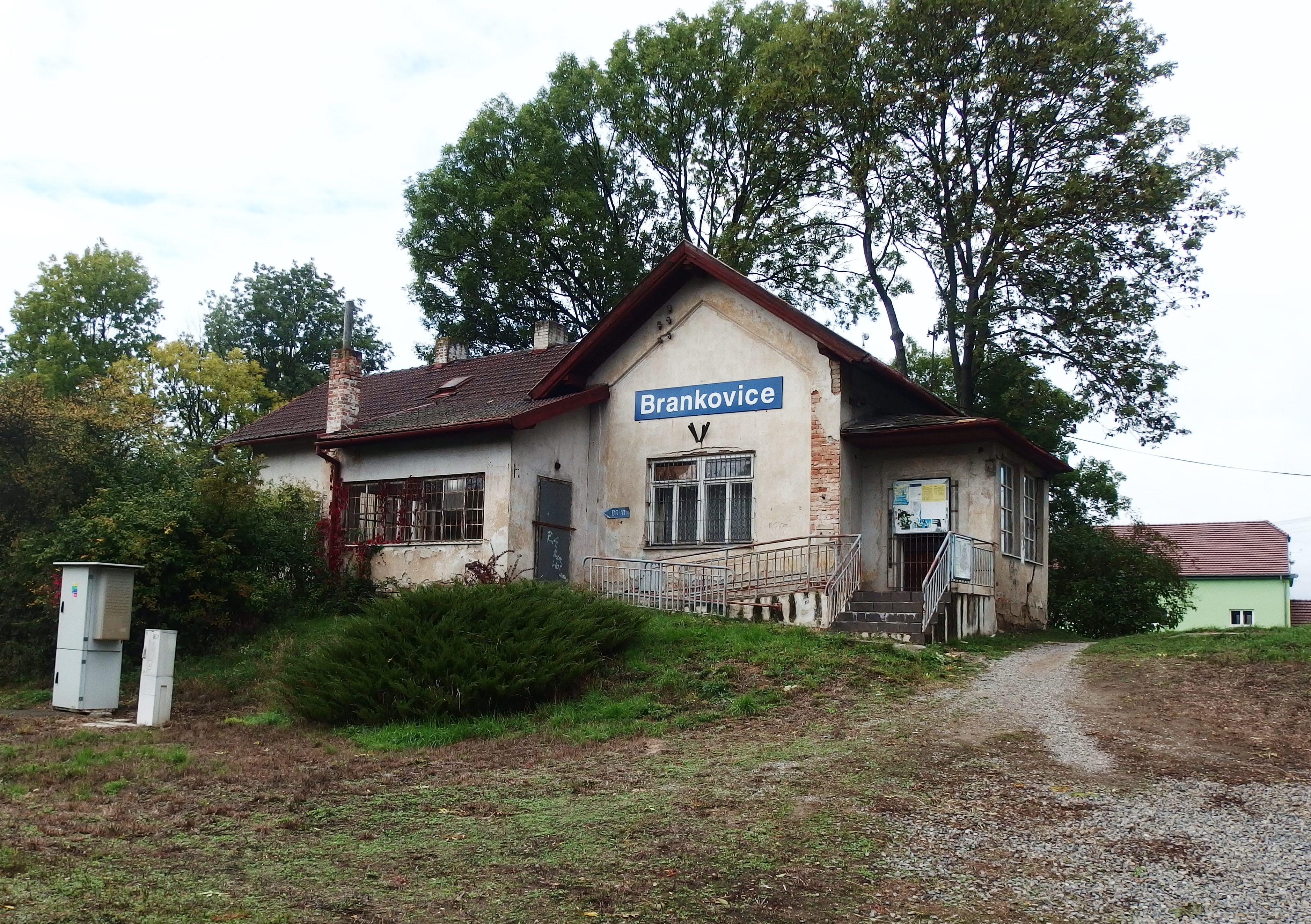
Brankovice
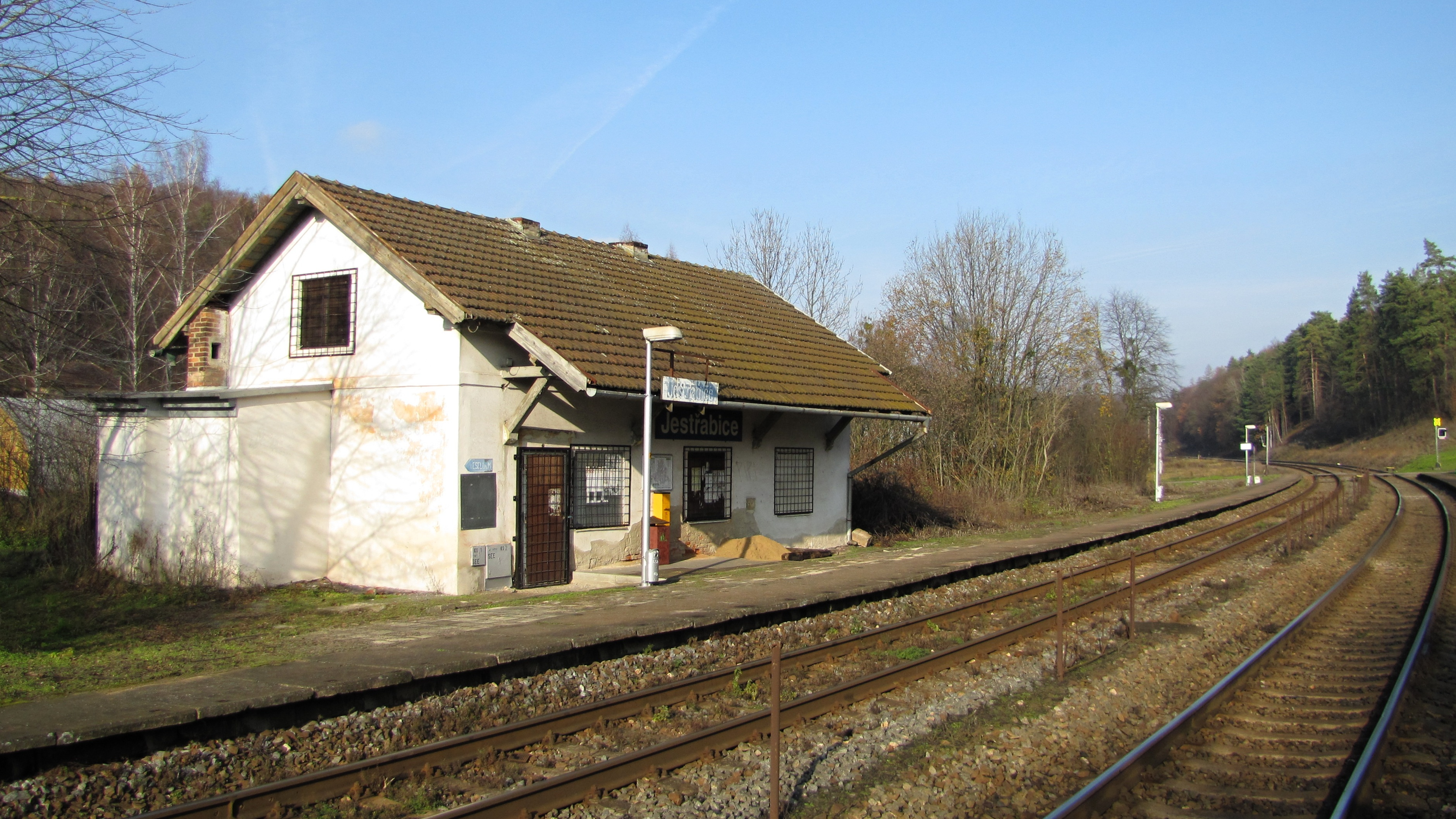
Jestřabice
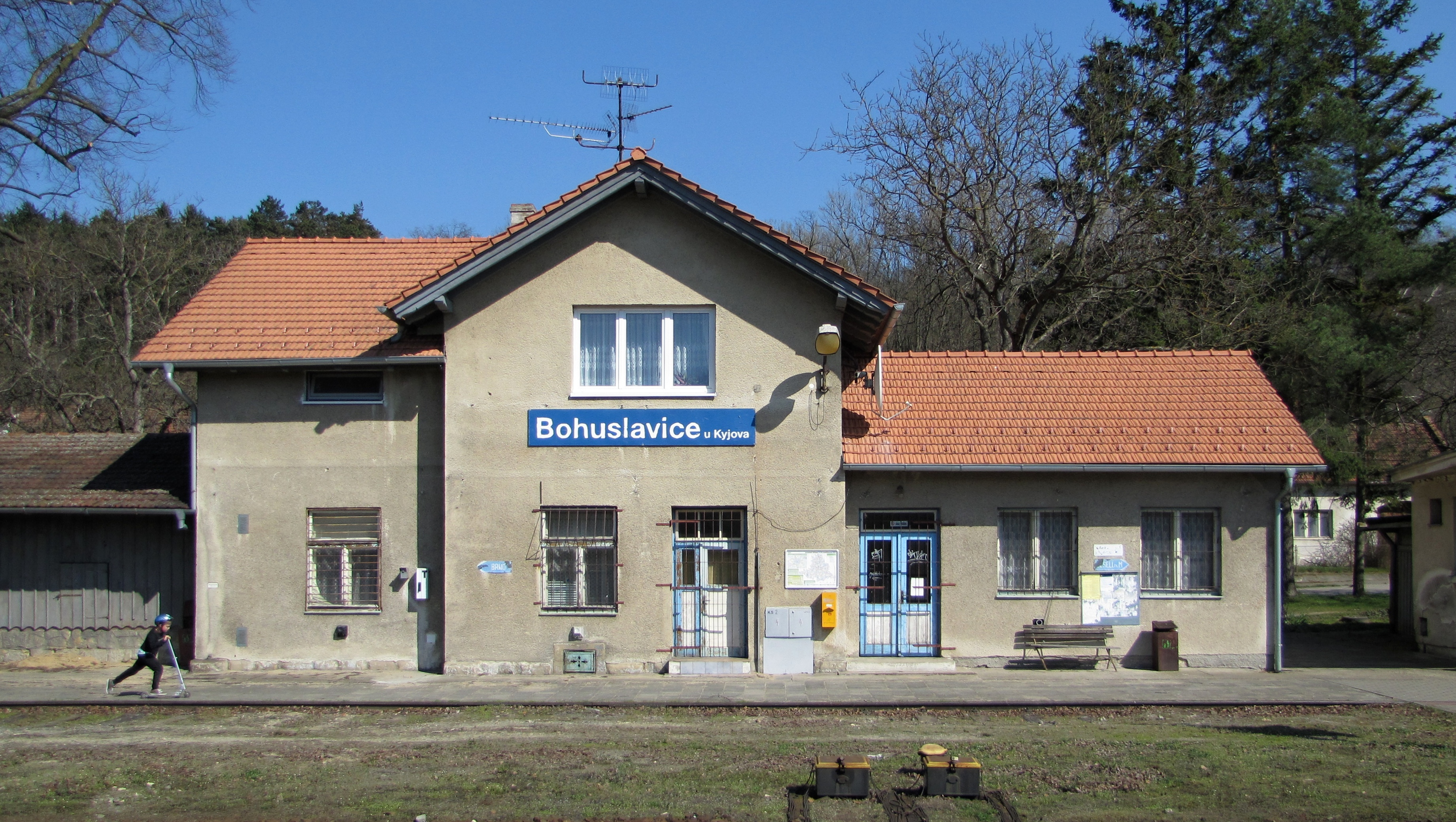
Bohuslavice u Kyjova
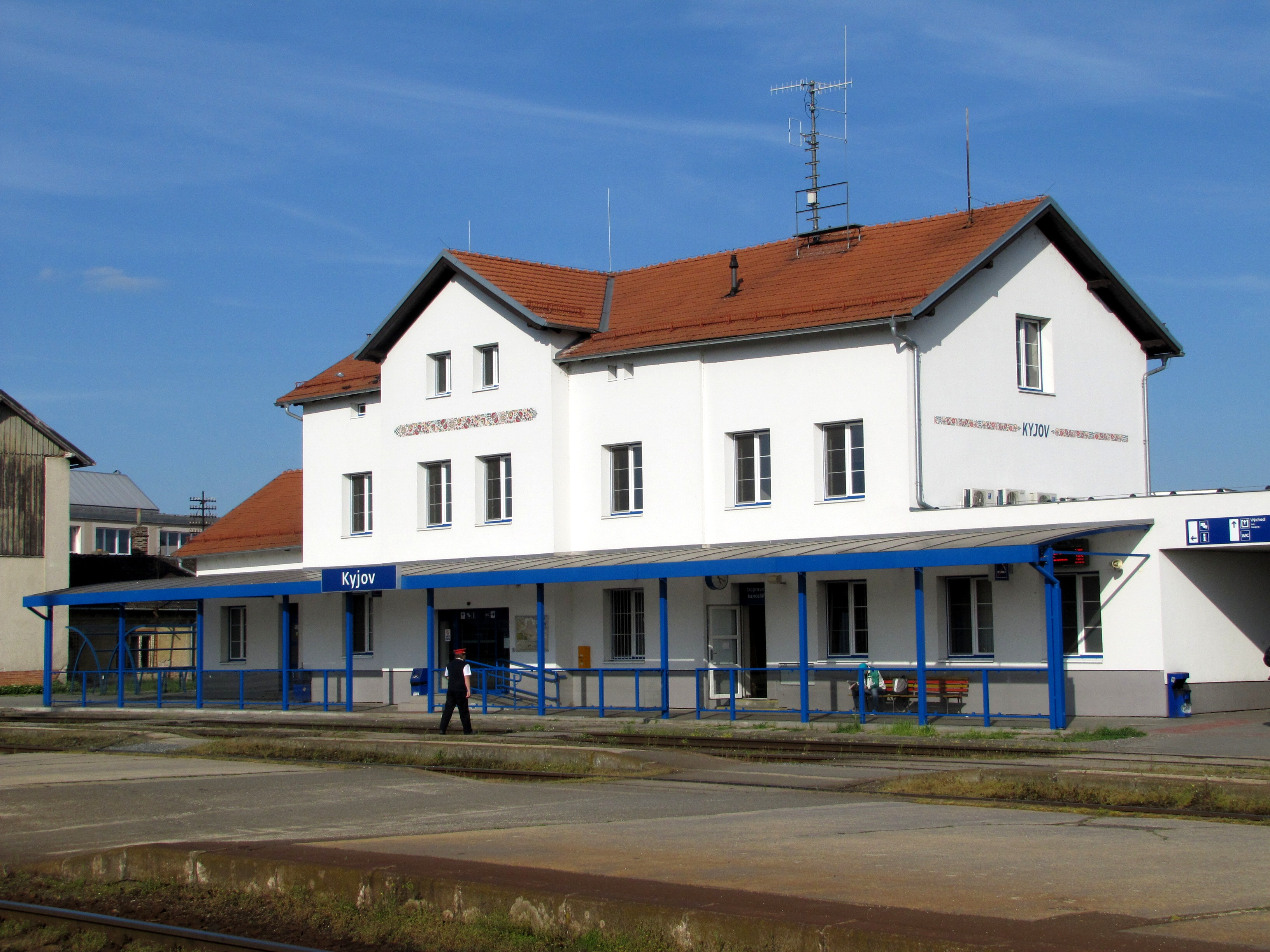
Kyjov
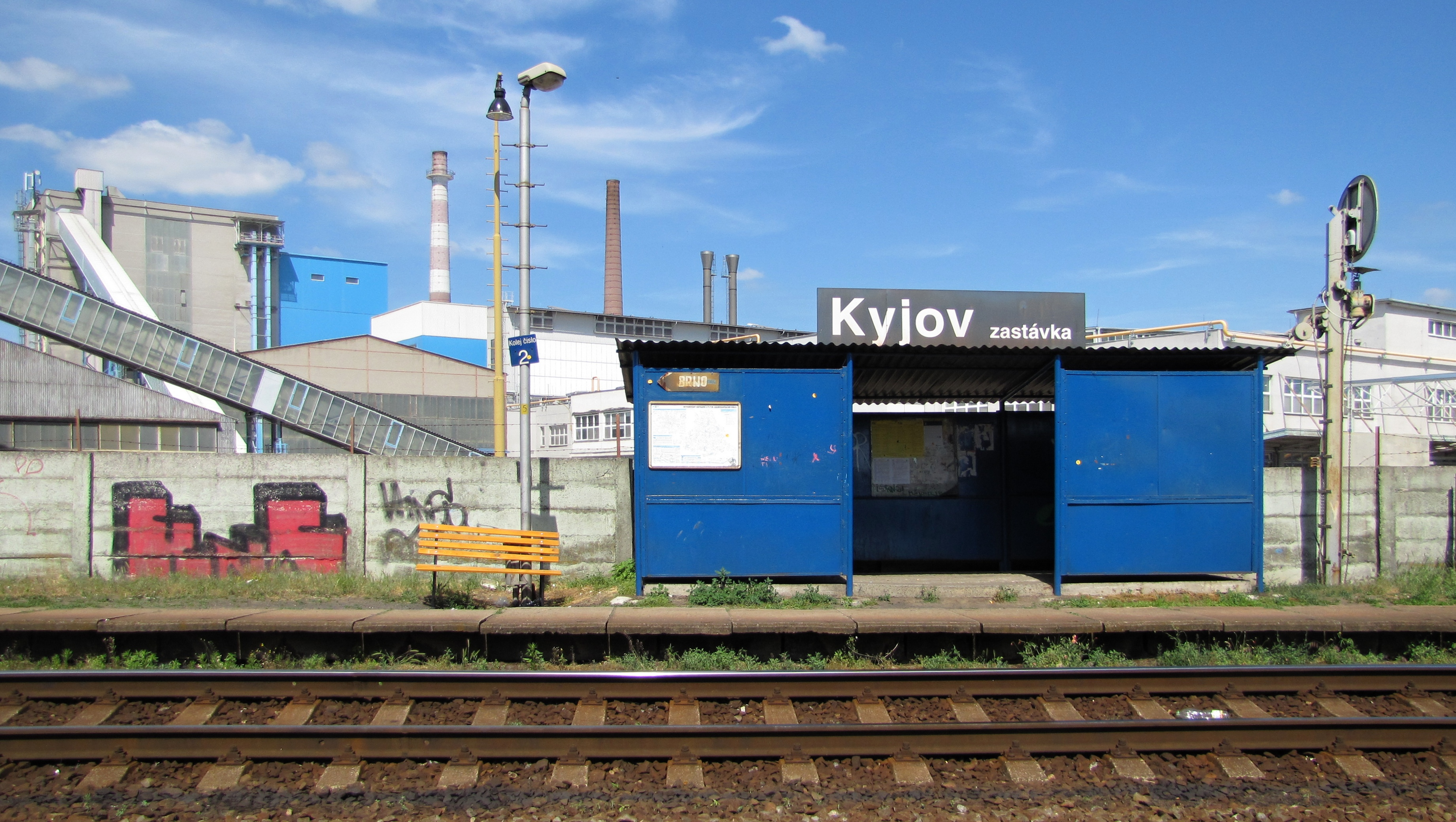
Kyjov zastávka
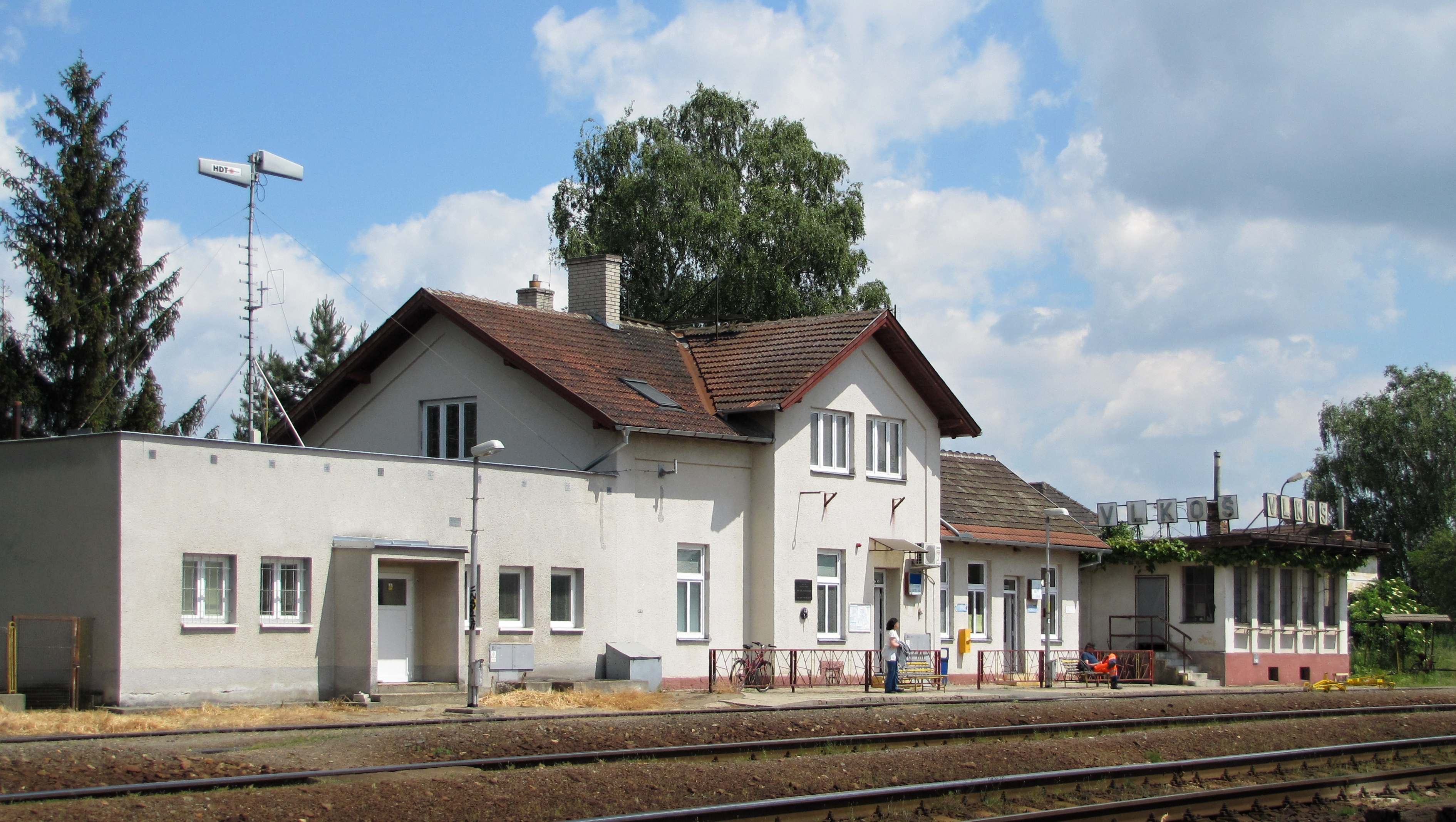
Vlkoš
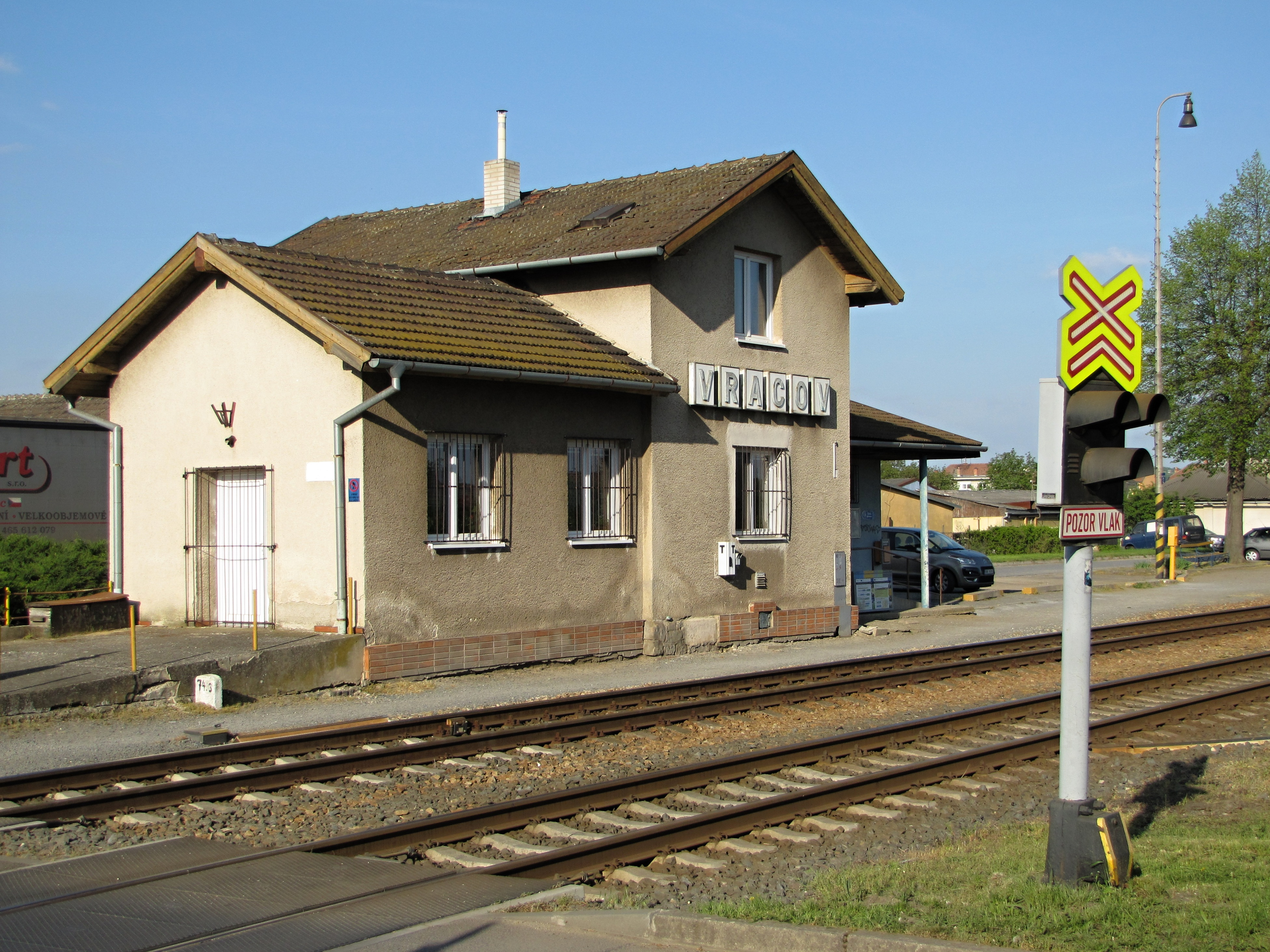
Vracov
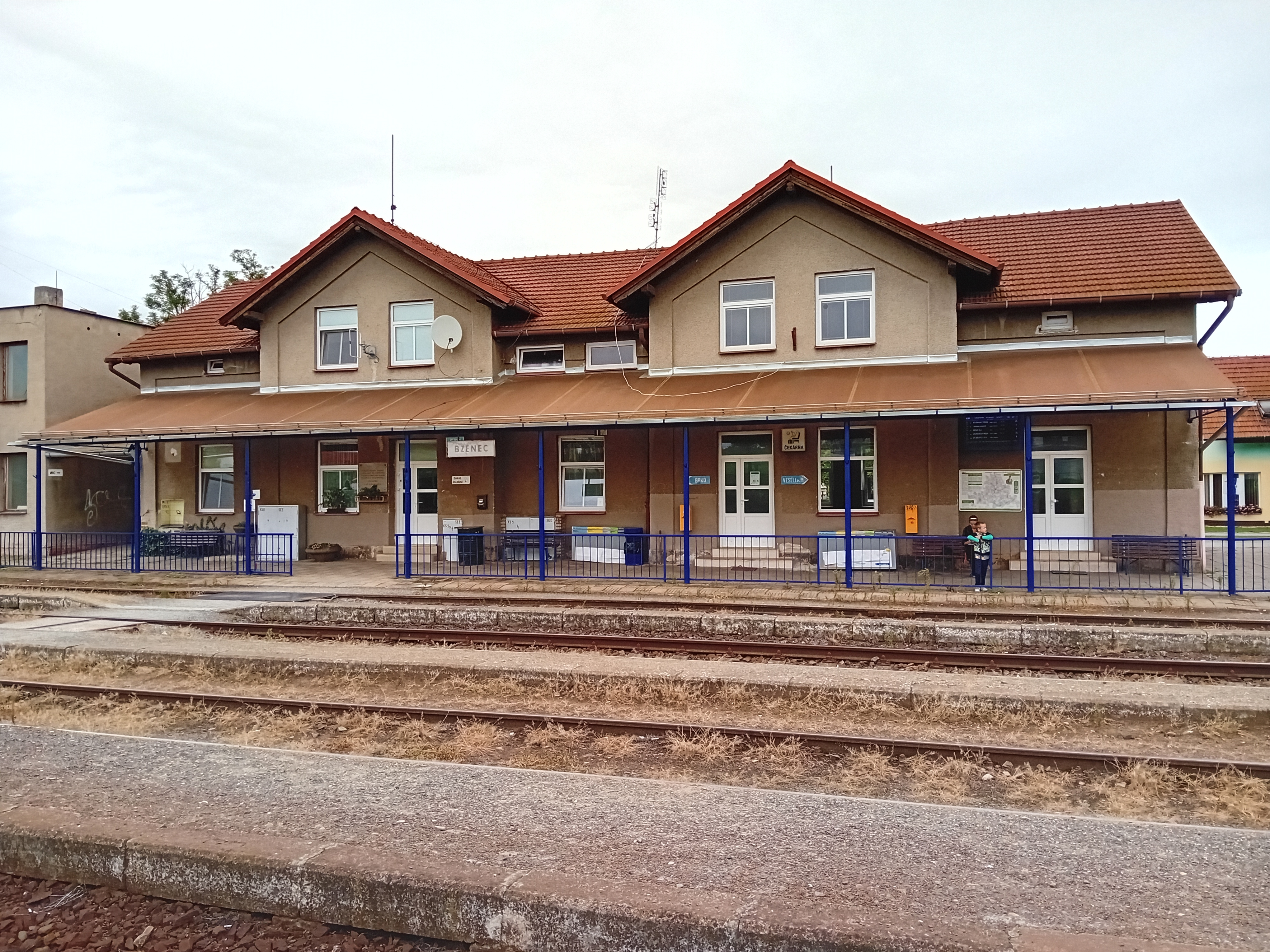
Bzenec
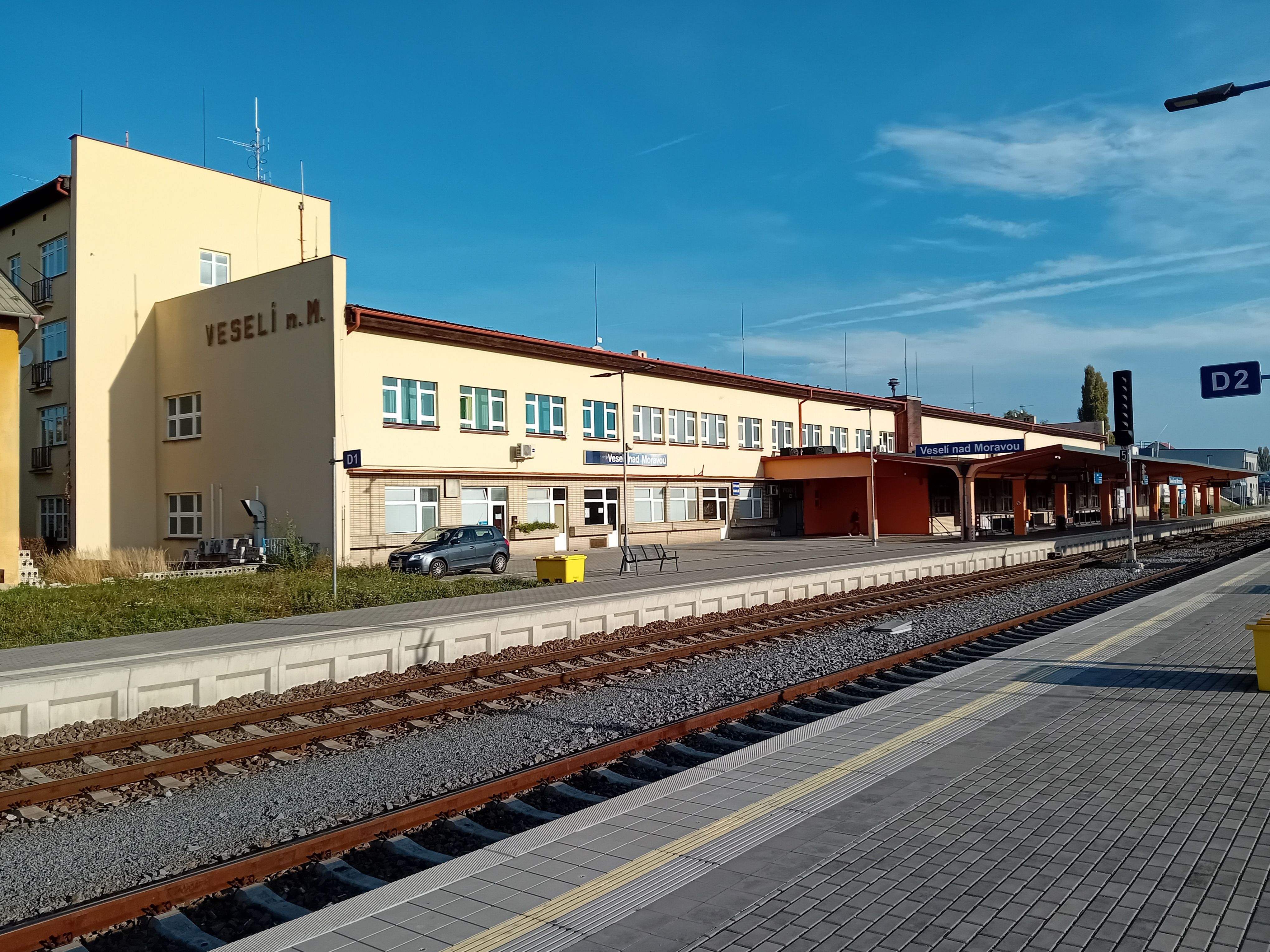
Veselí nad Moravou
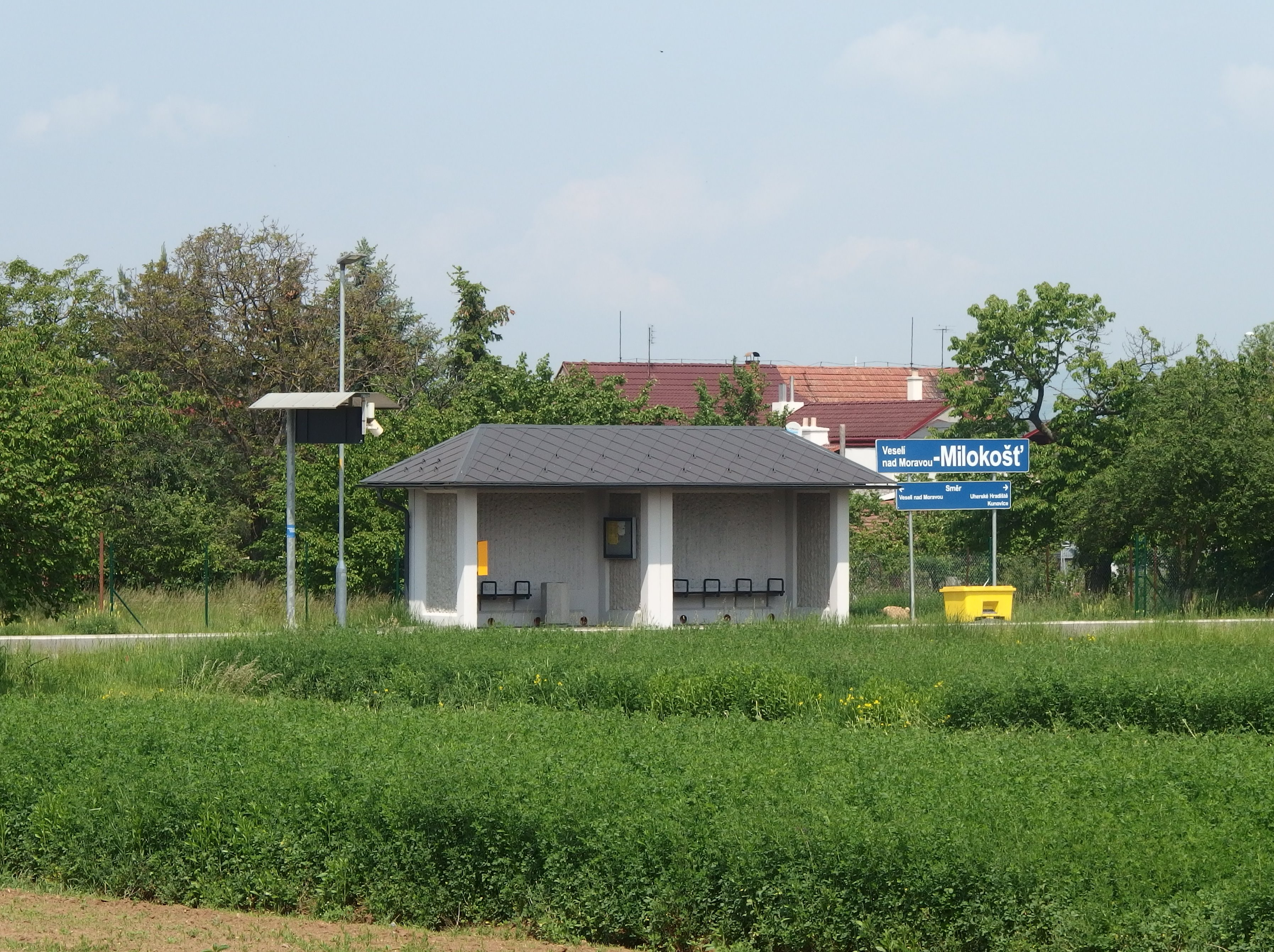
Veselí nad Moravou-Milokošť
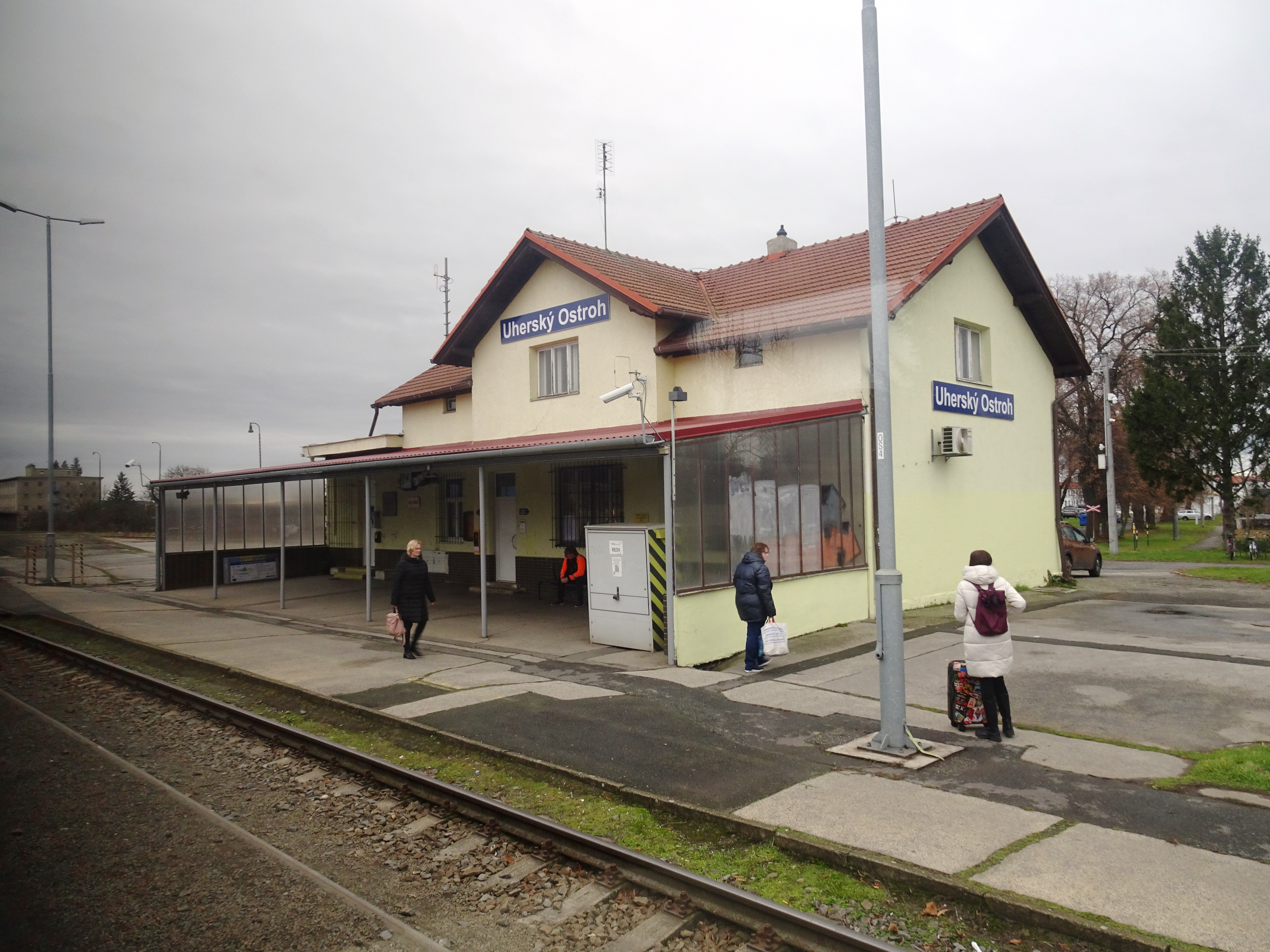
Uherský Ostroh
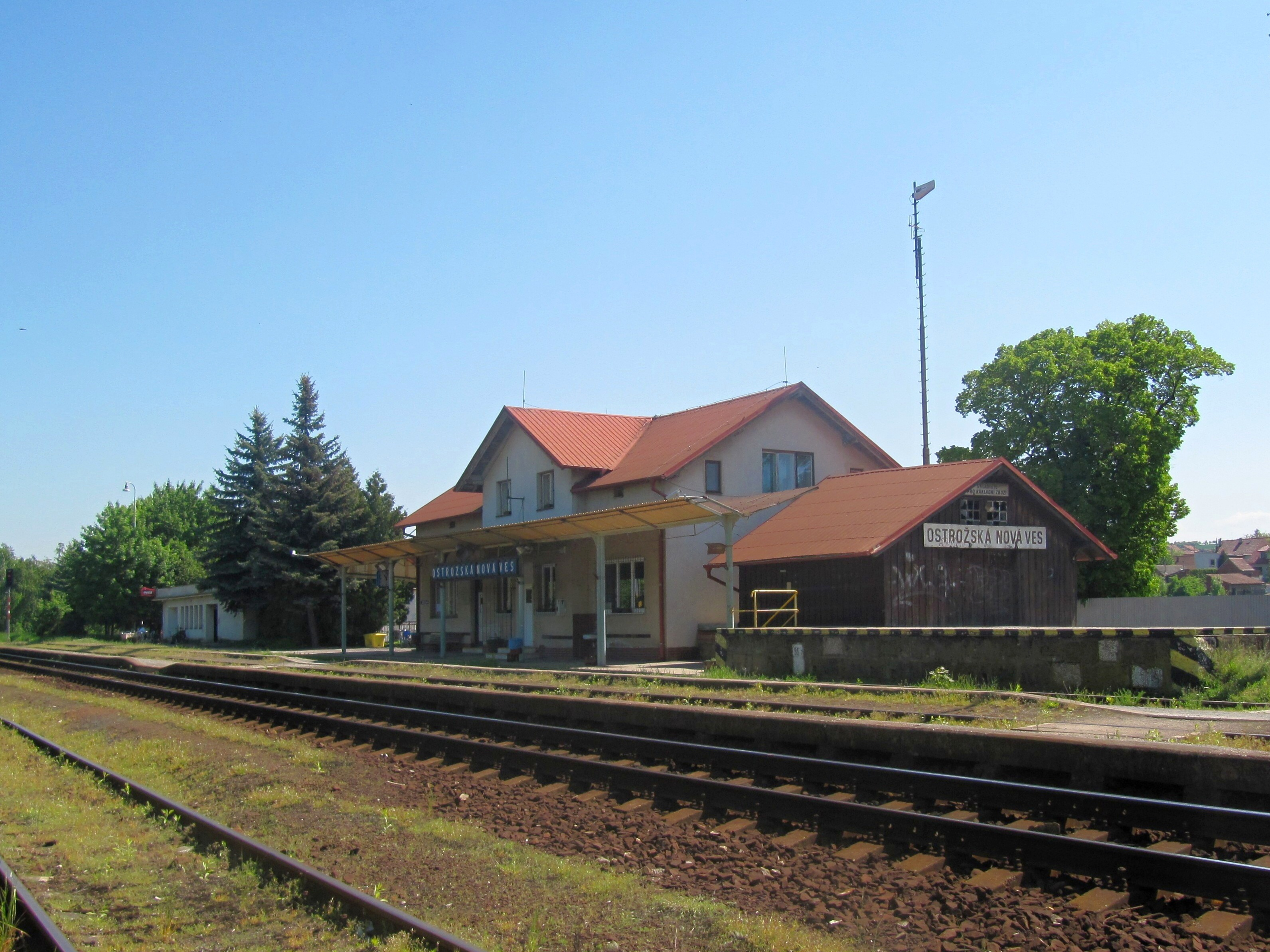
Ostrožská Nová Ves
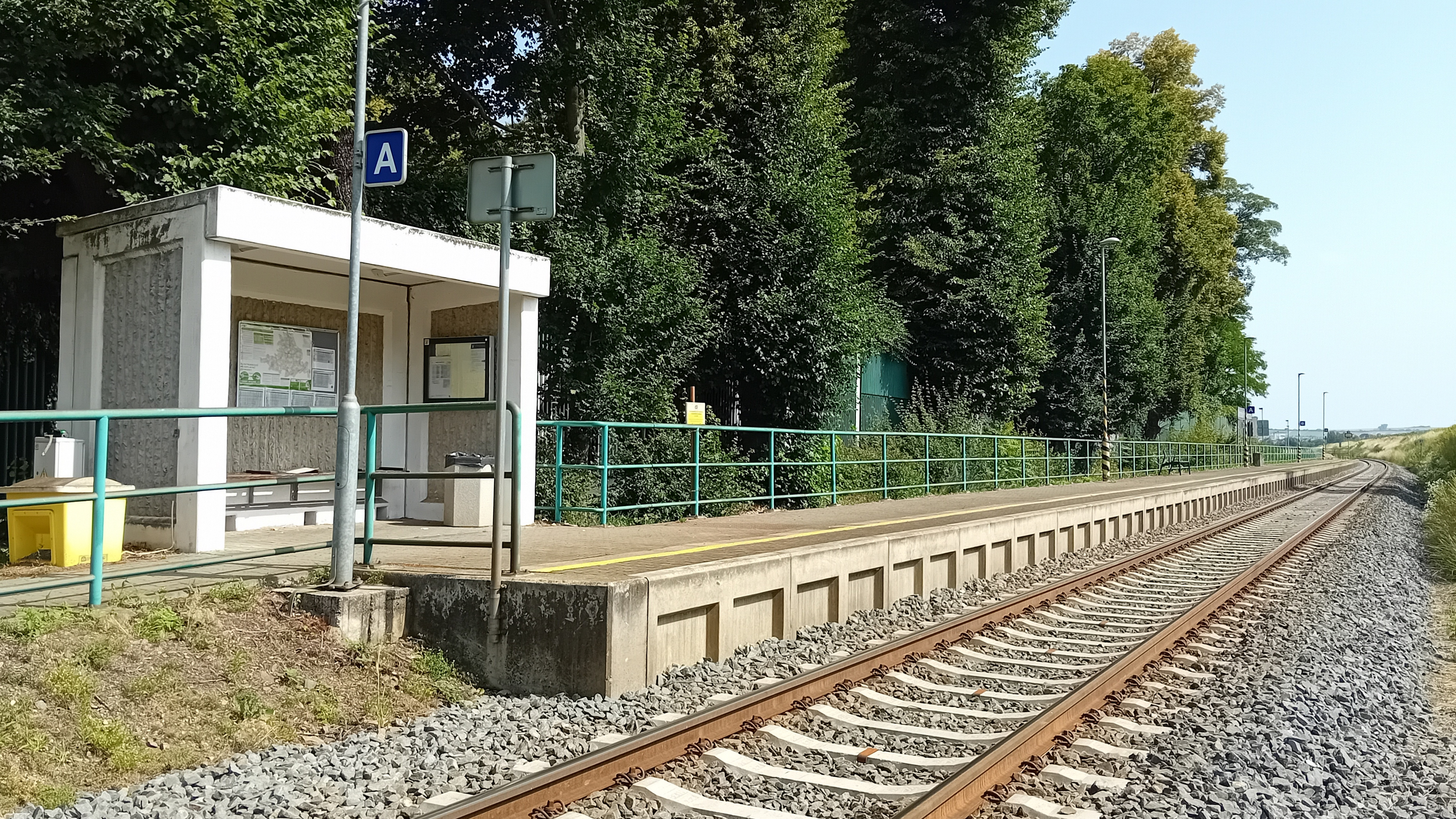
Ostrožská Nová Ves lázně
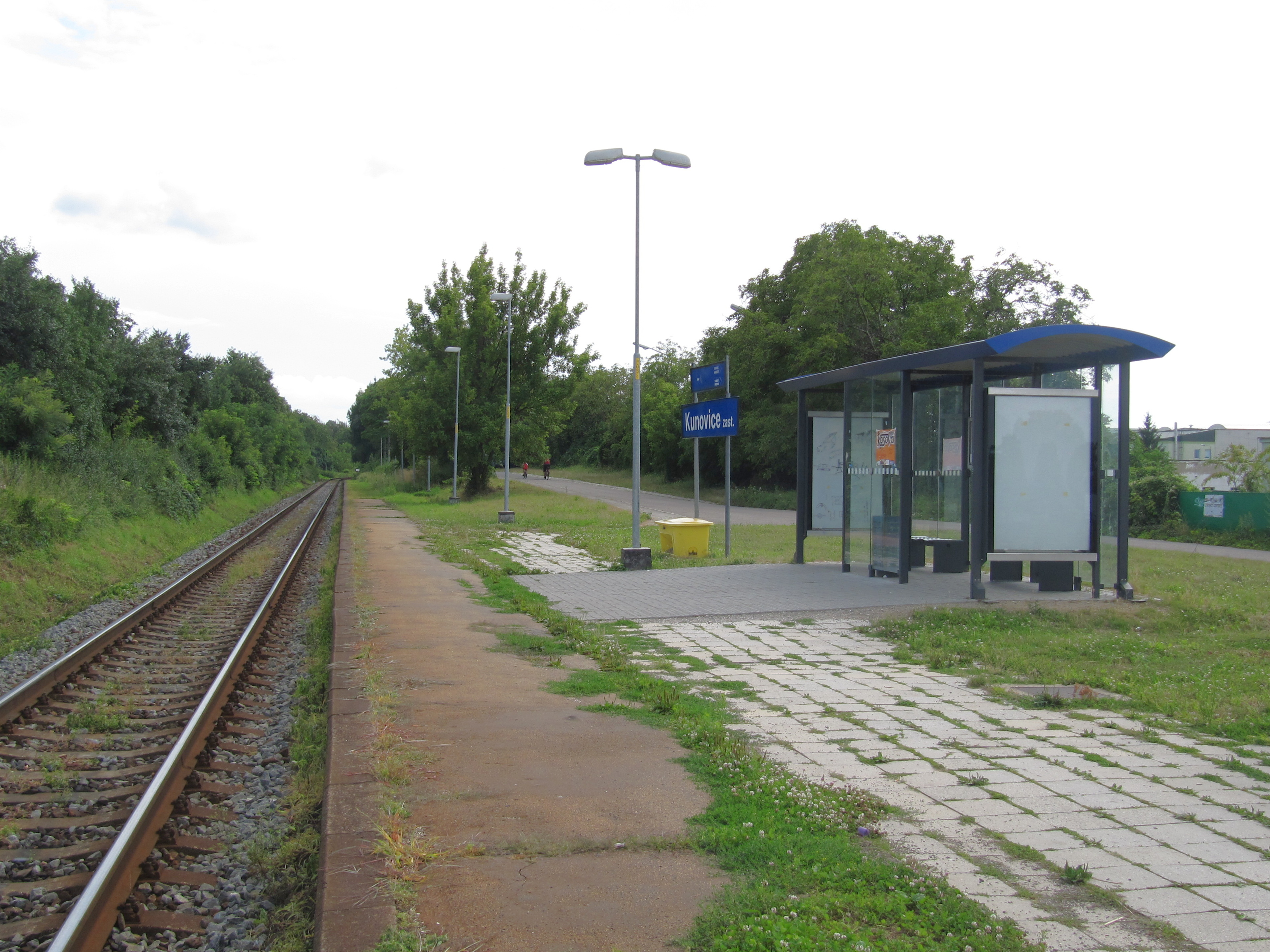
Kunovice zastávka
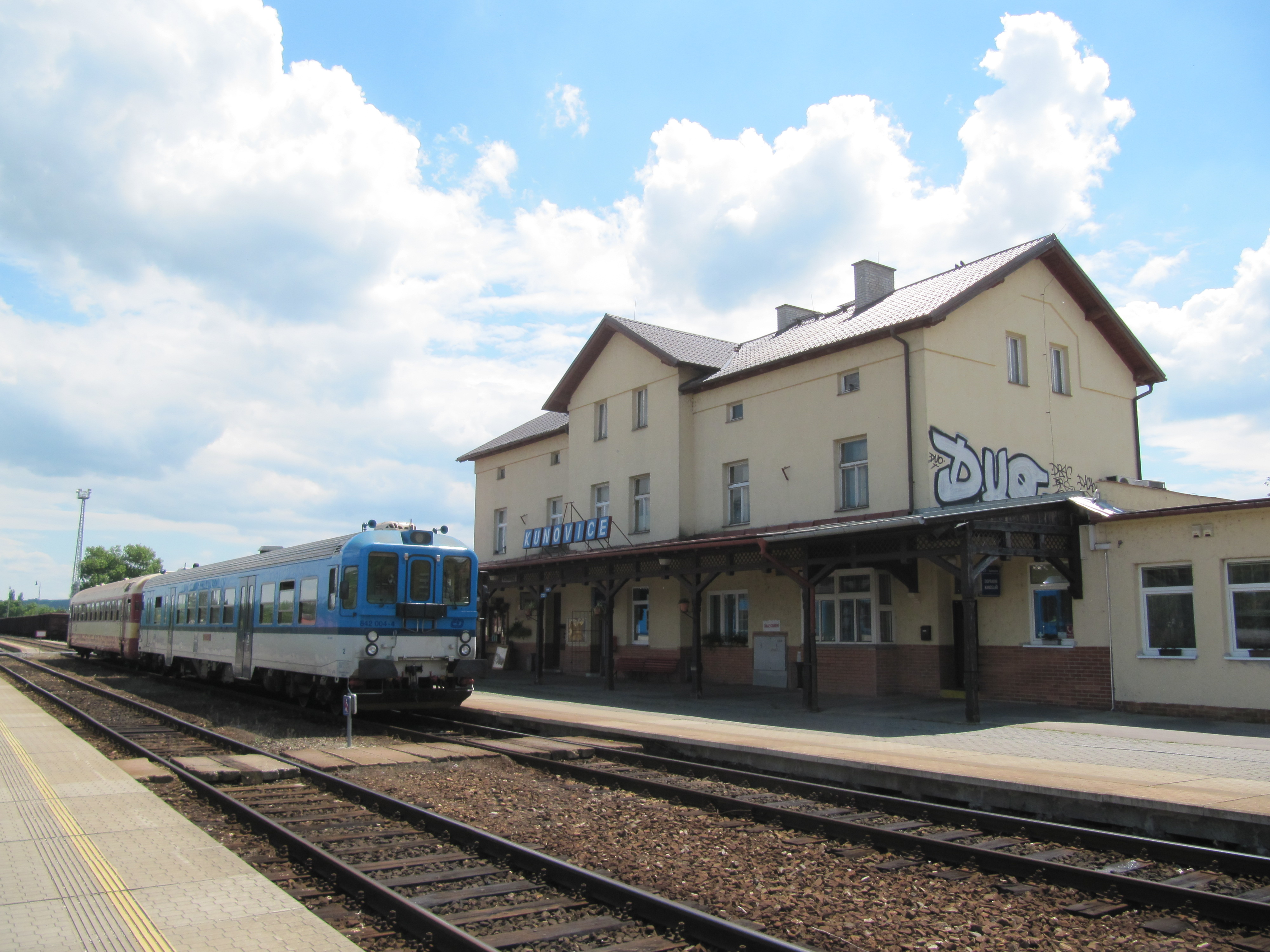
Kunovice
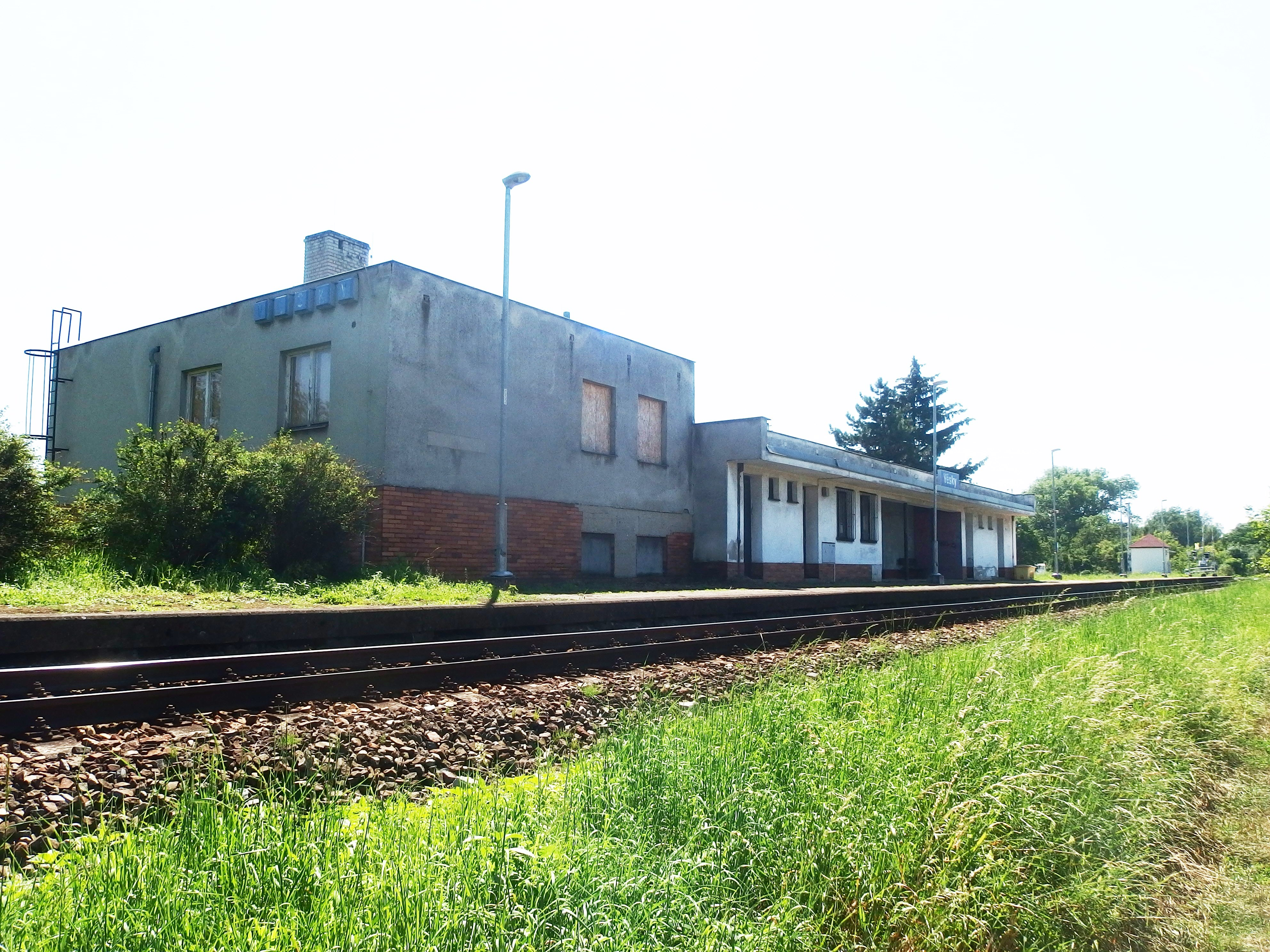
Vésky
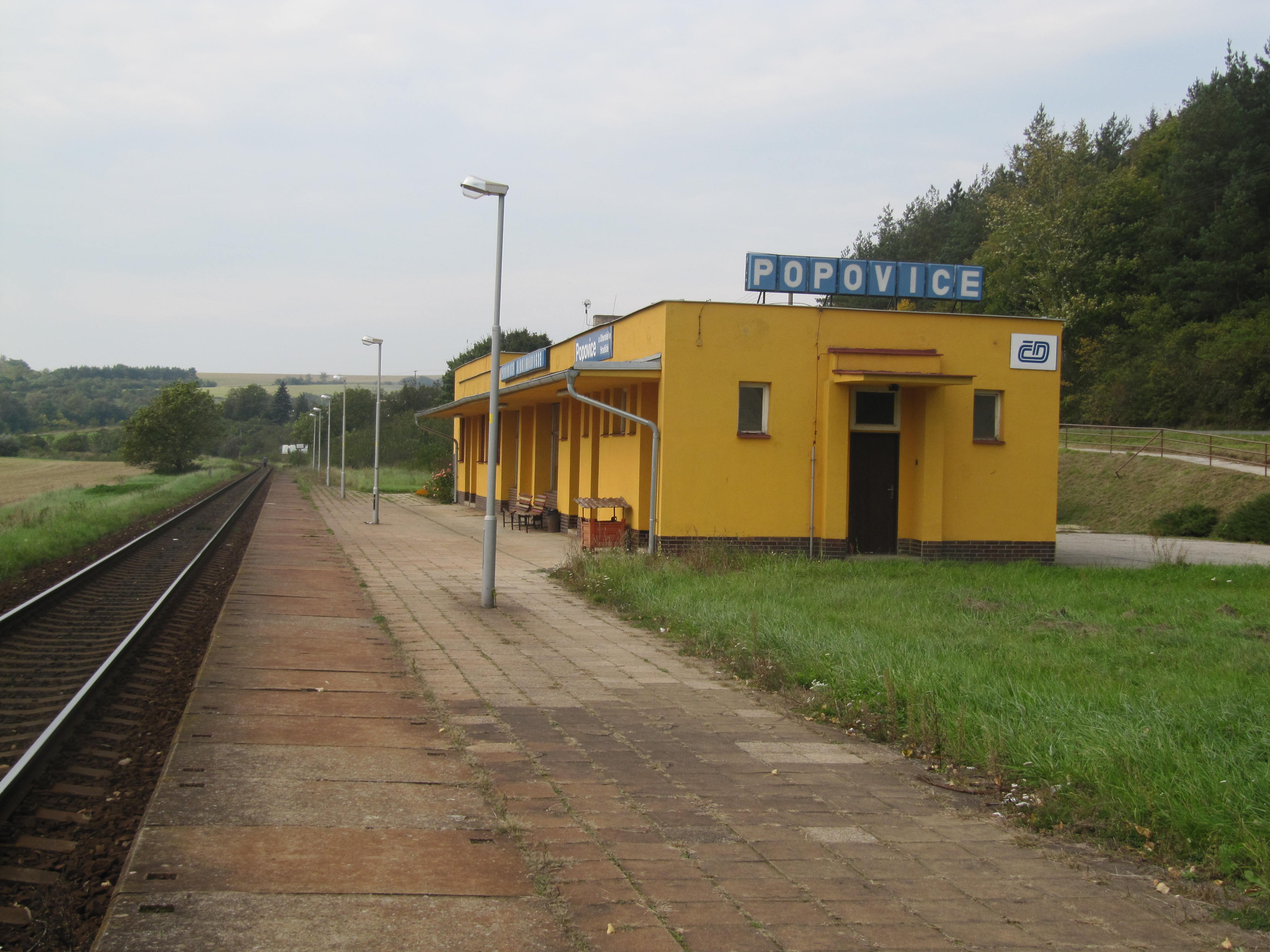
Popovice u Uherského Hradiště
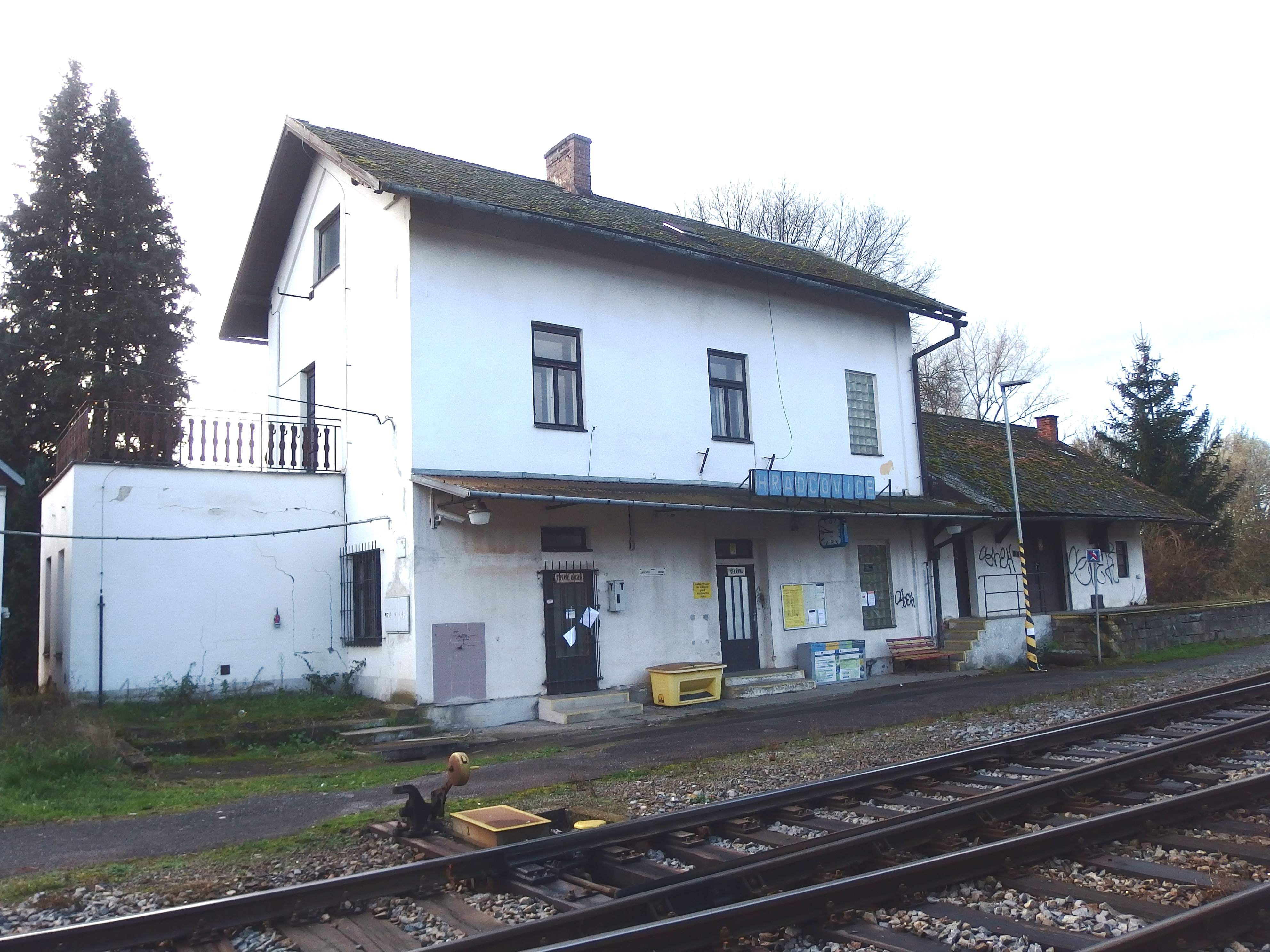
Hradčovice
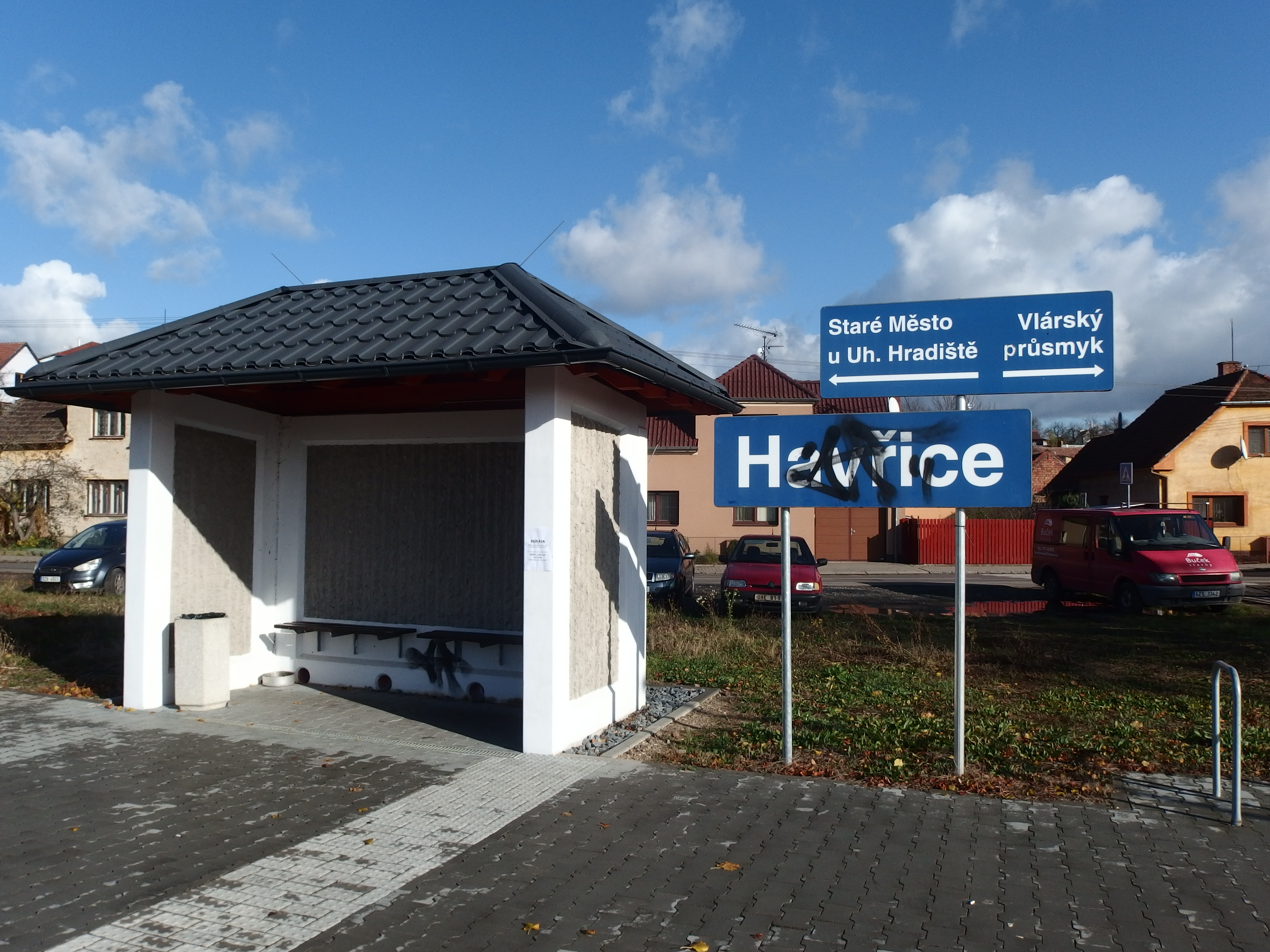
Havřice
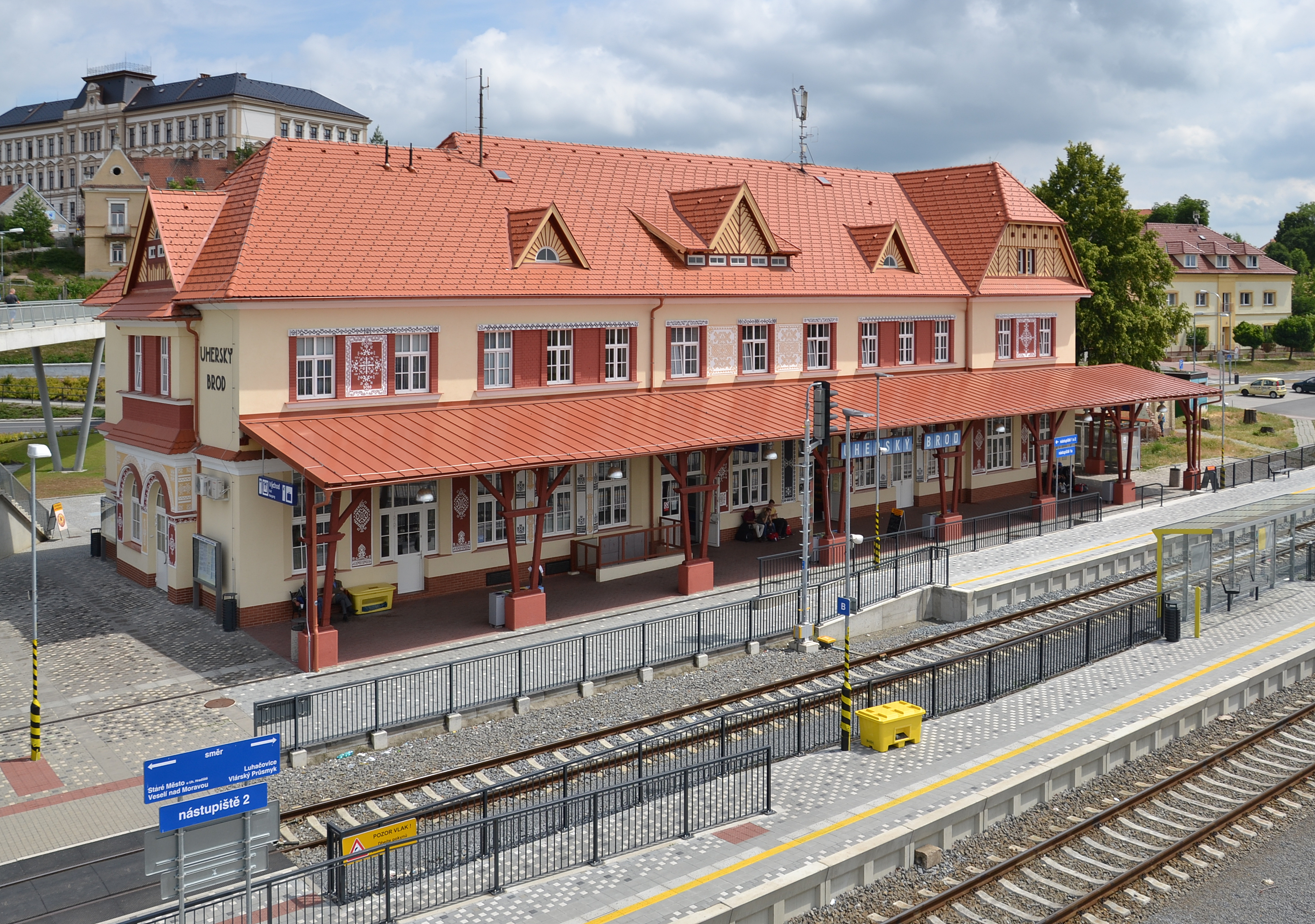
Uherský Brod
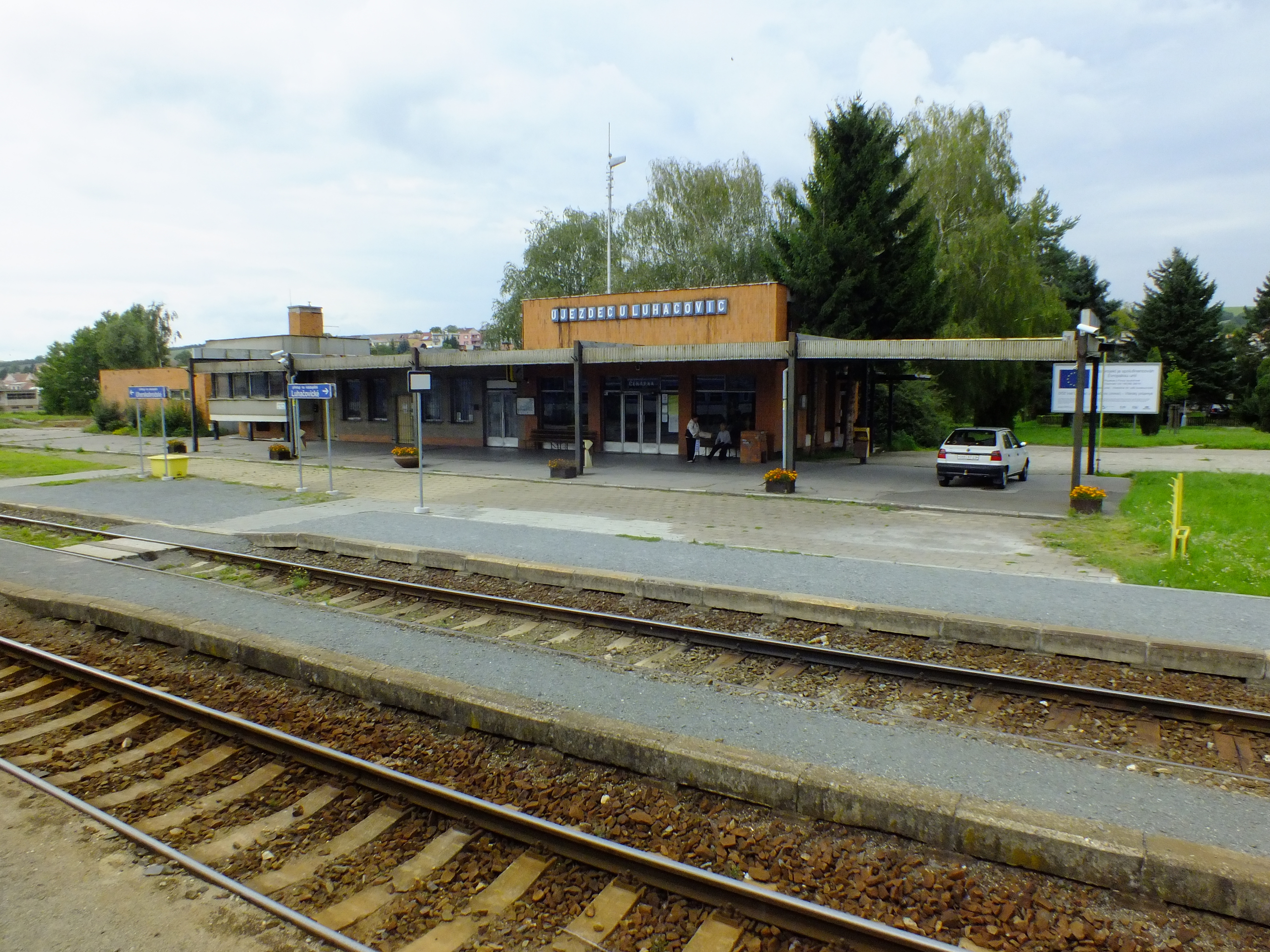
Újezdec u Luhačovic
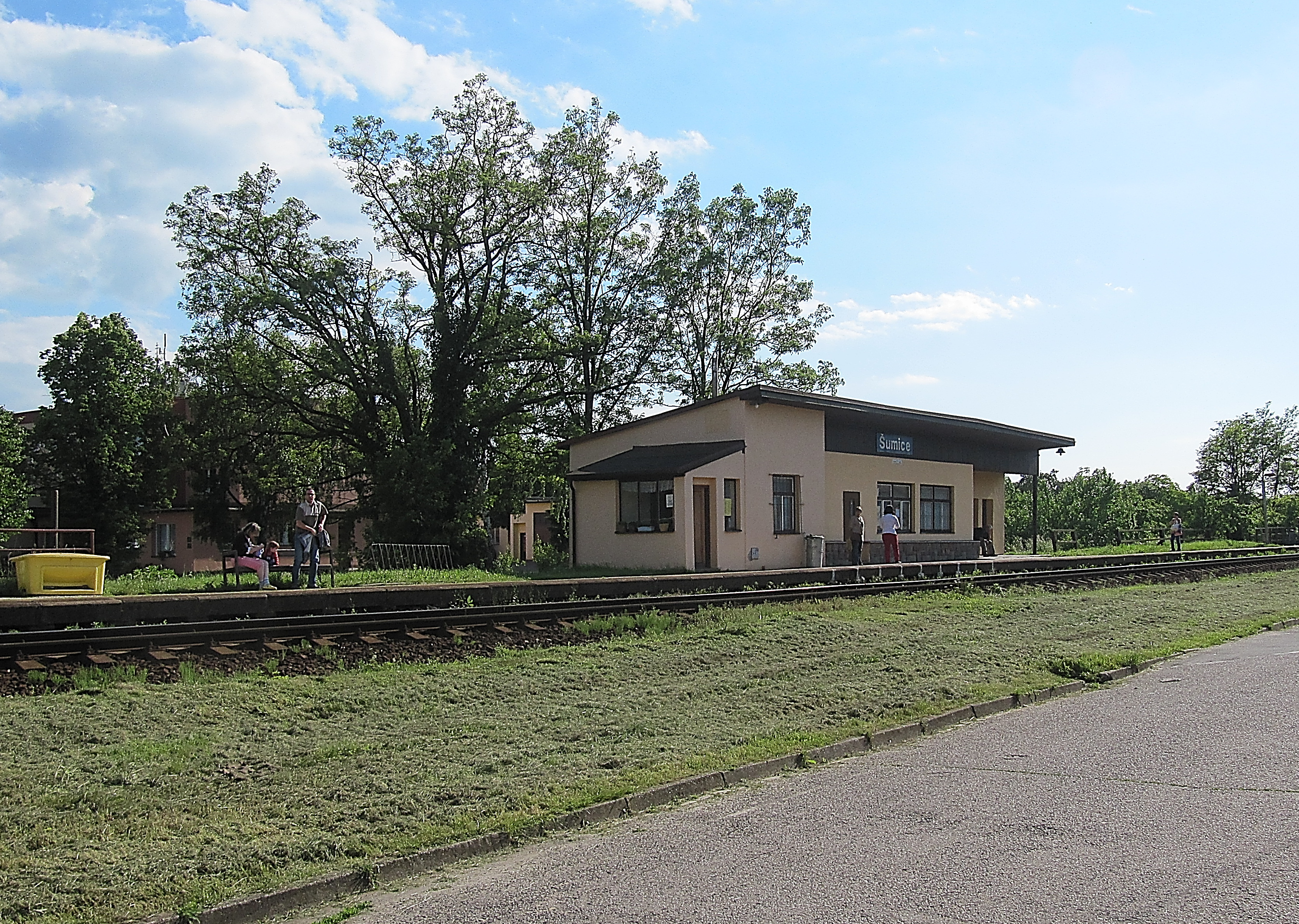
Šumice
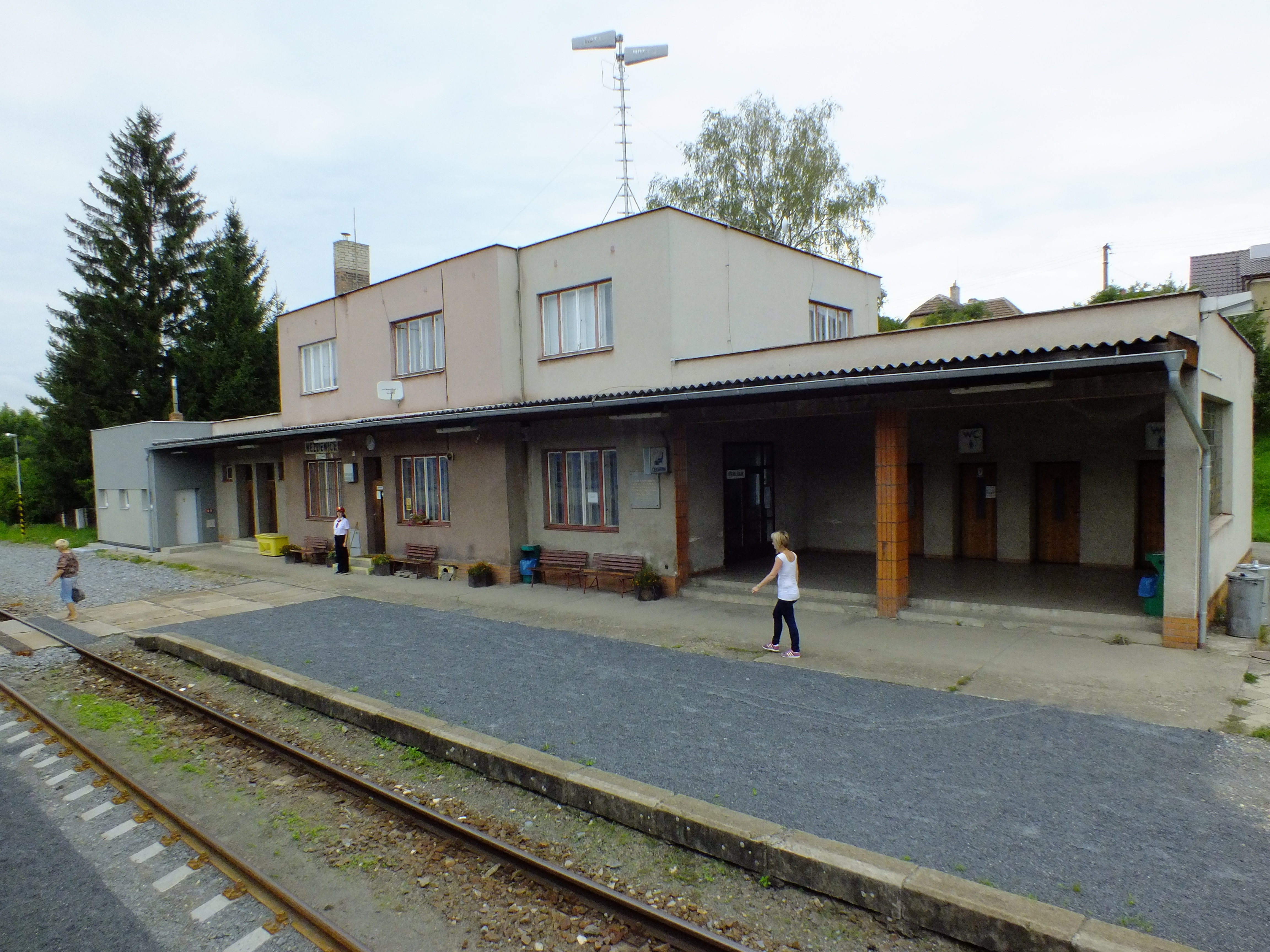
Nezdenice
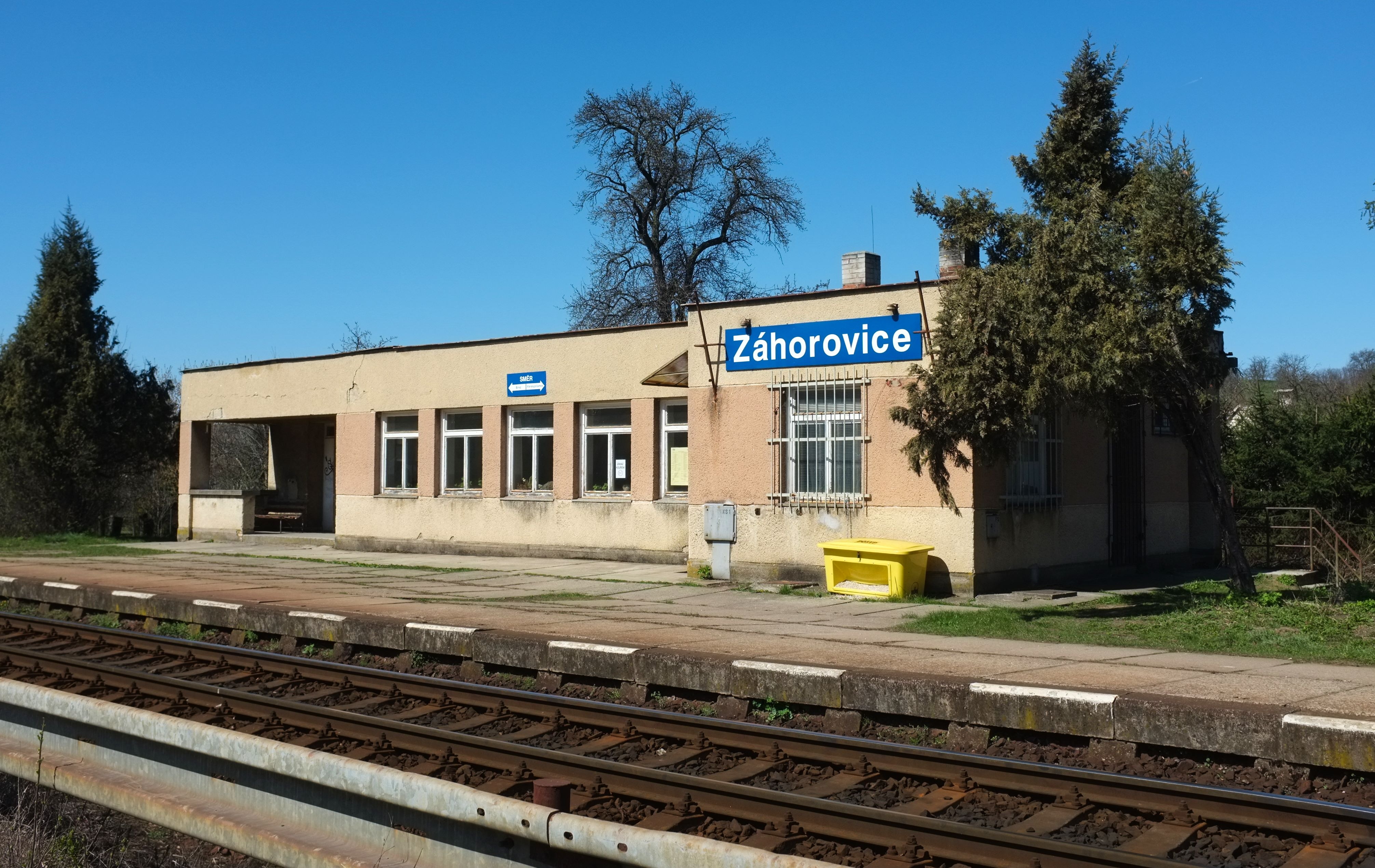
Záhorovice
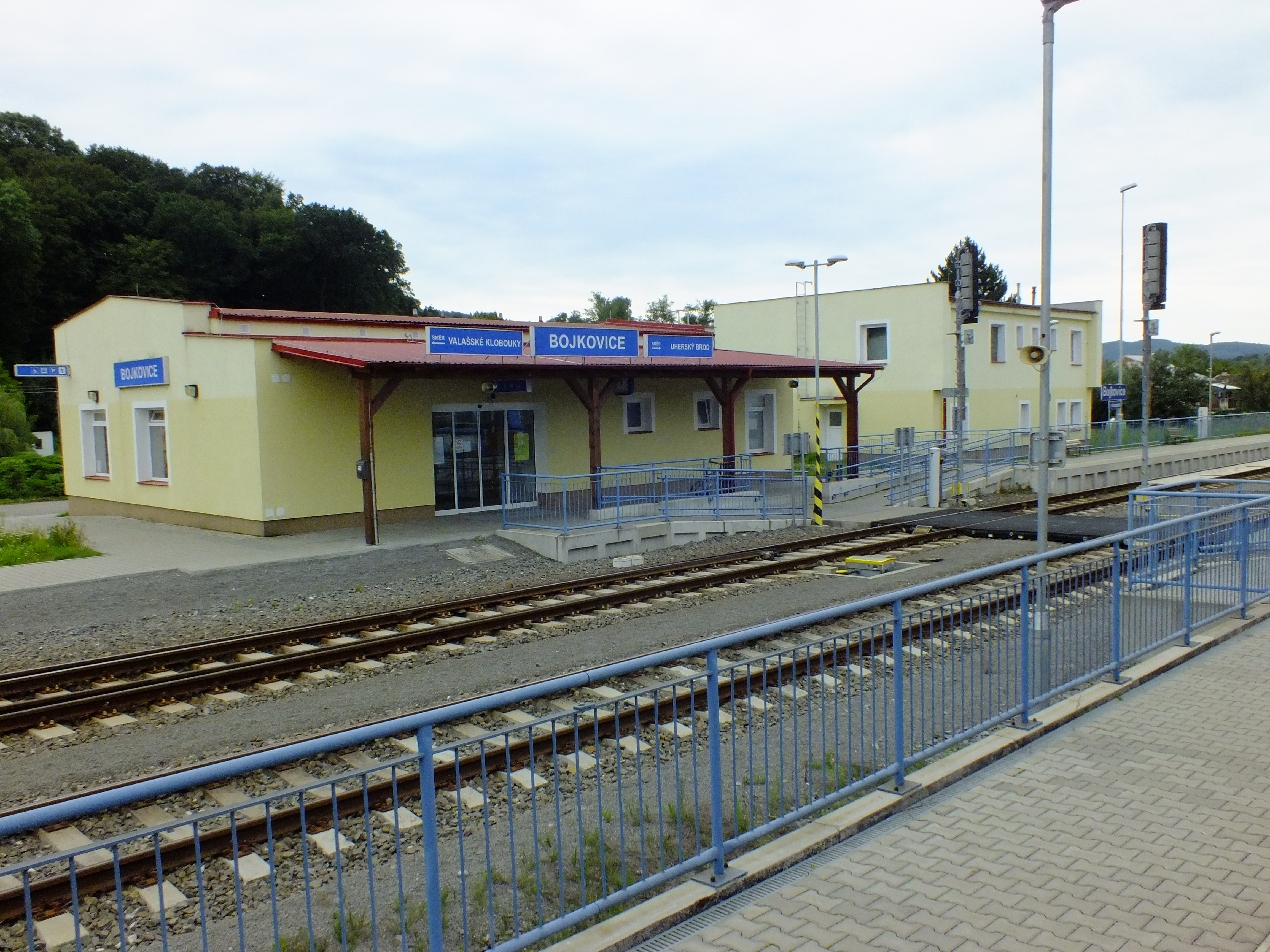
Bojkovice
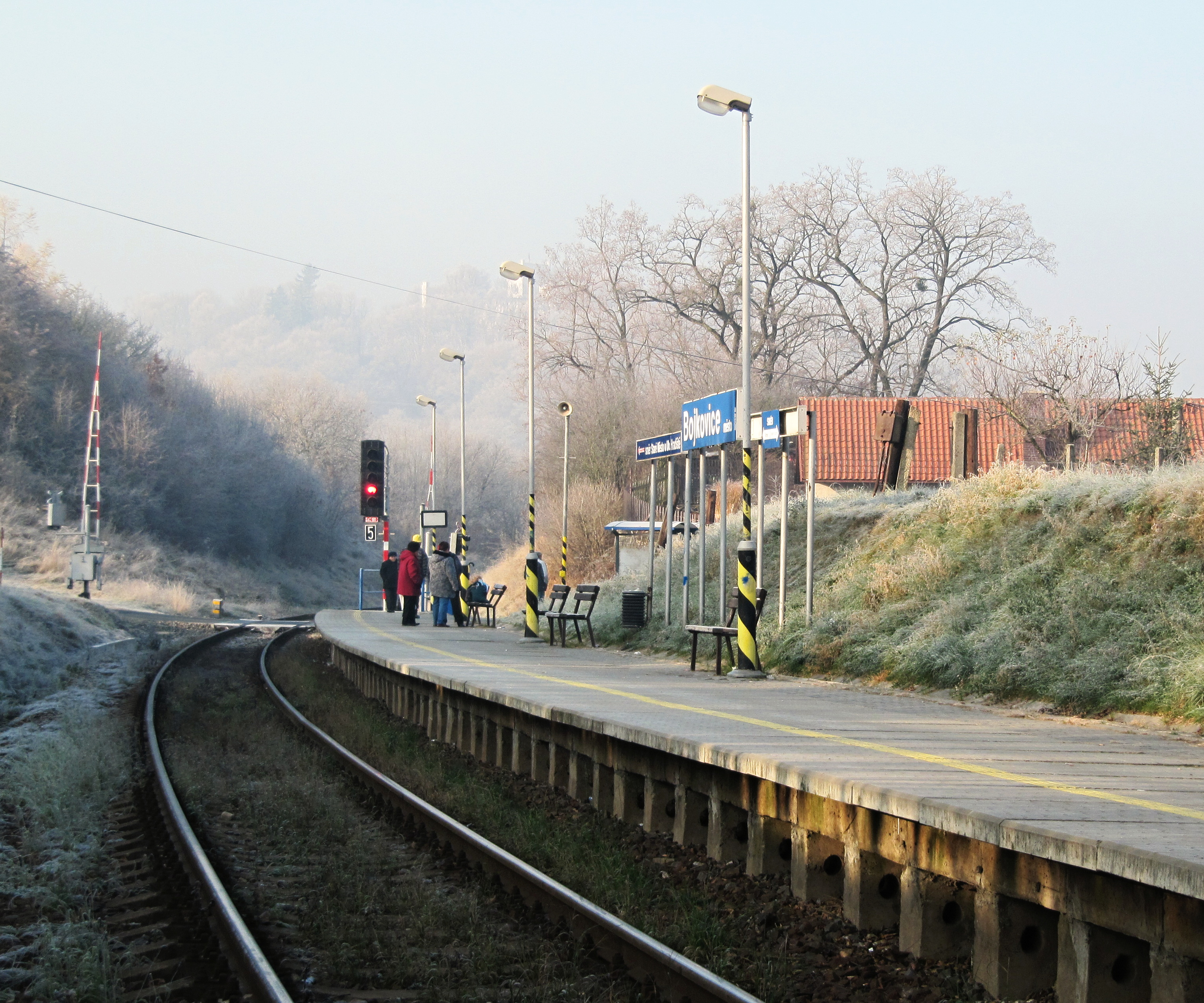
Bojkovice město
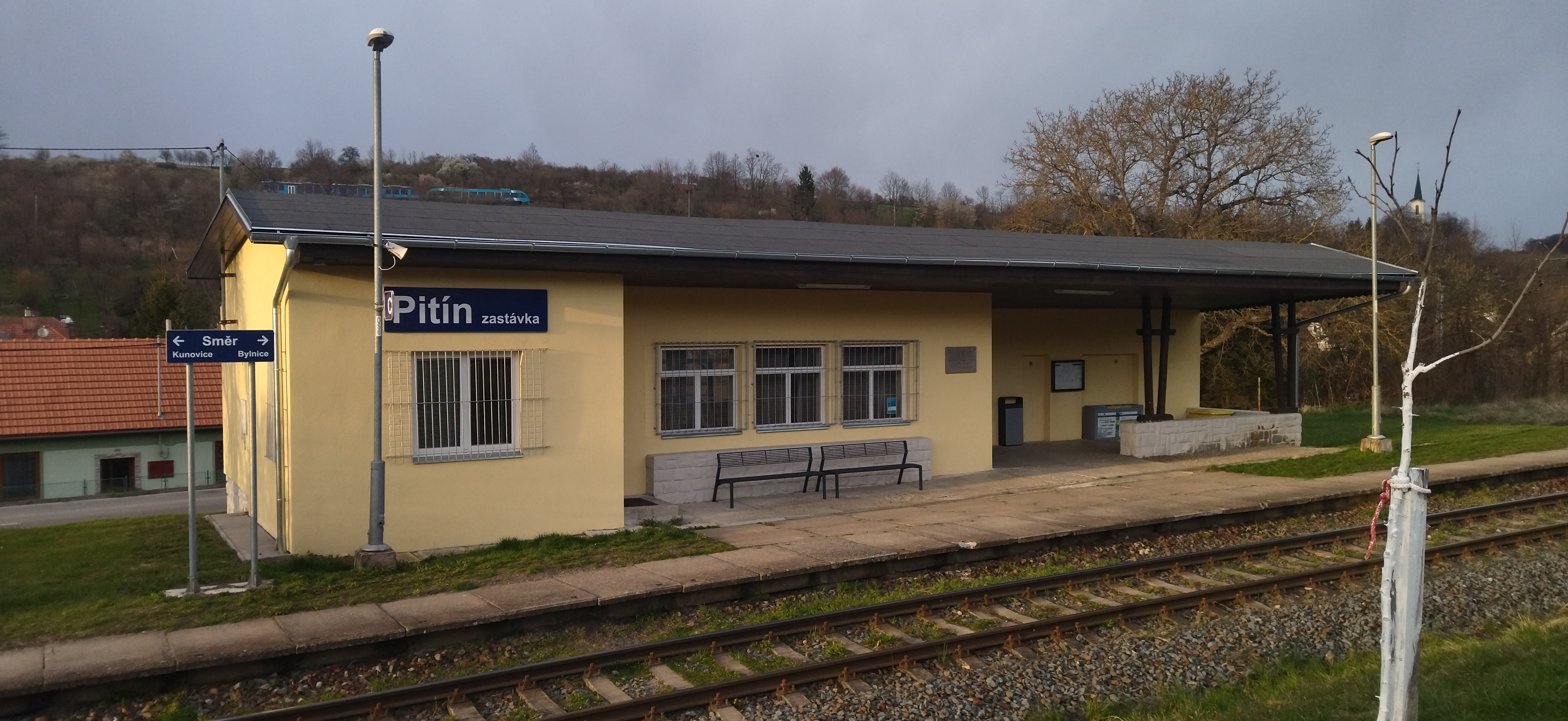
Pitín zastávka
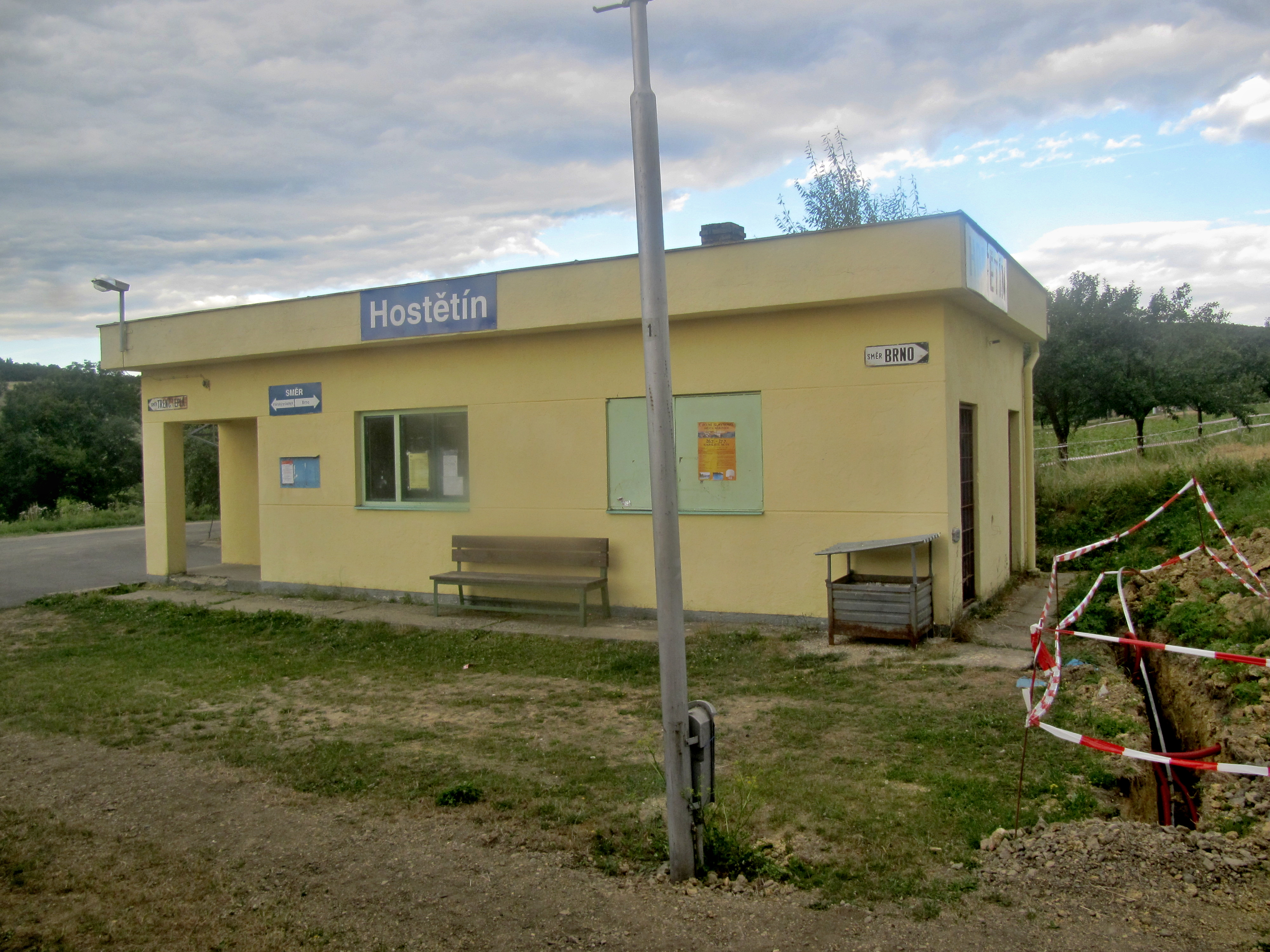
Hostětín
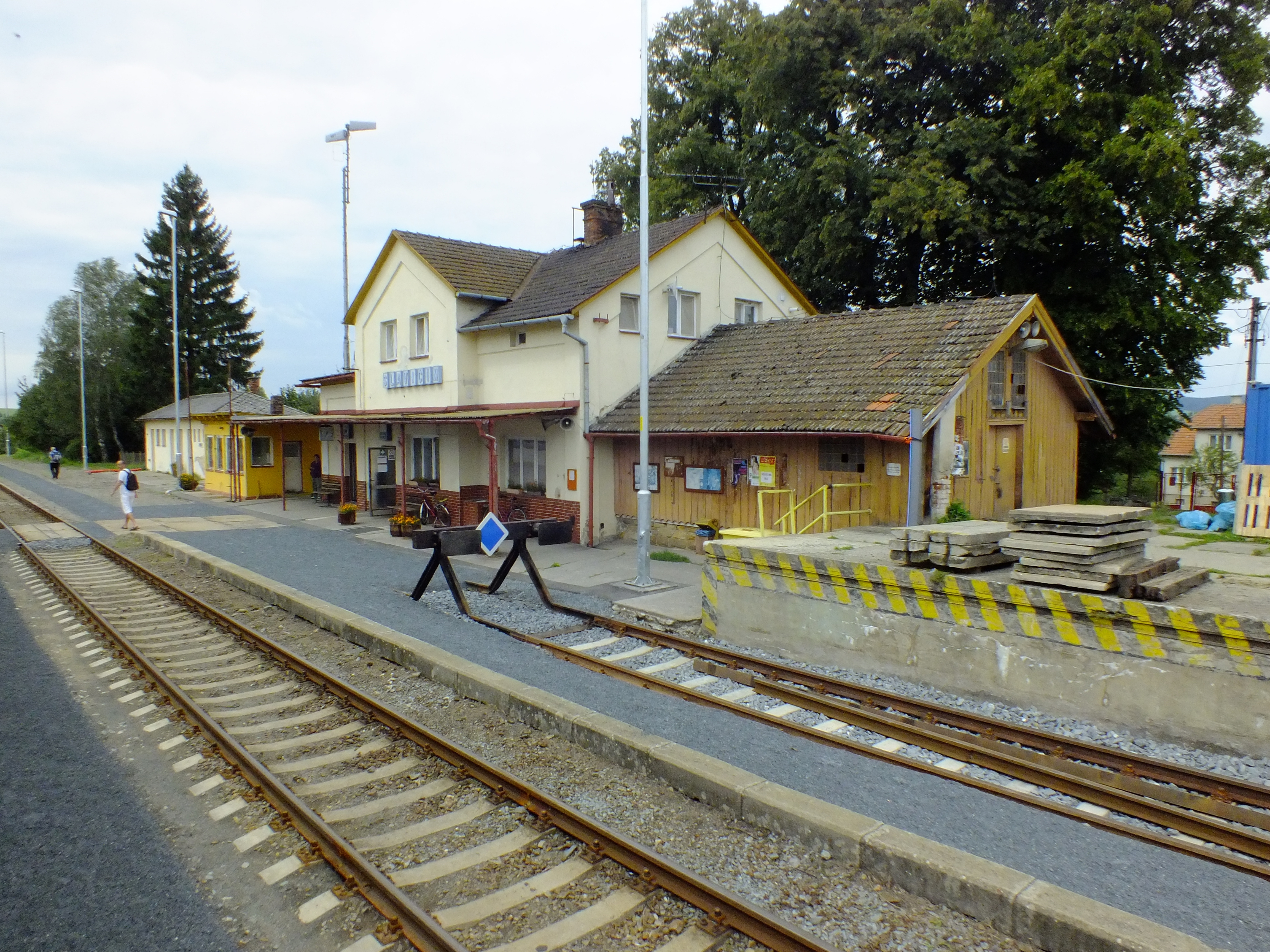
Slavičín
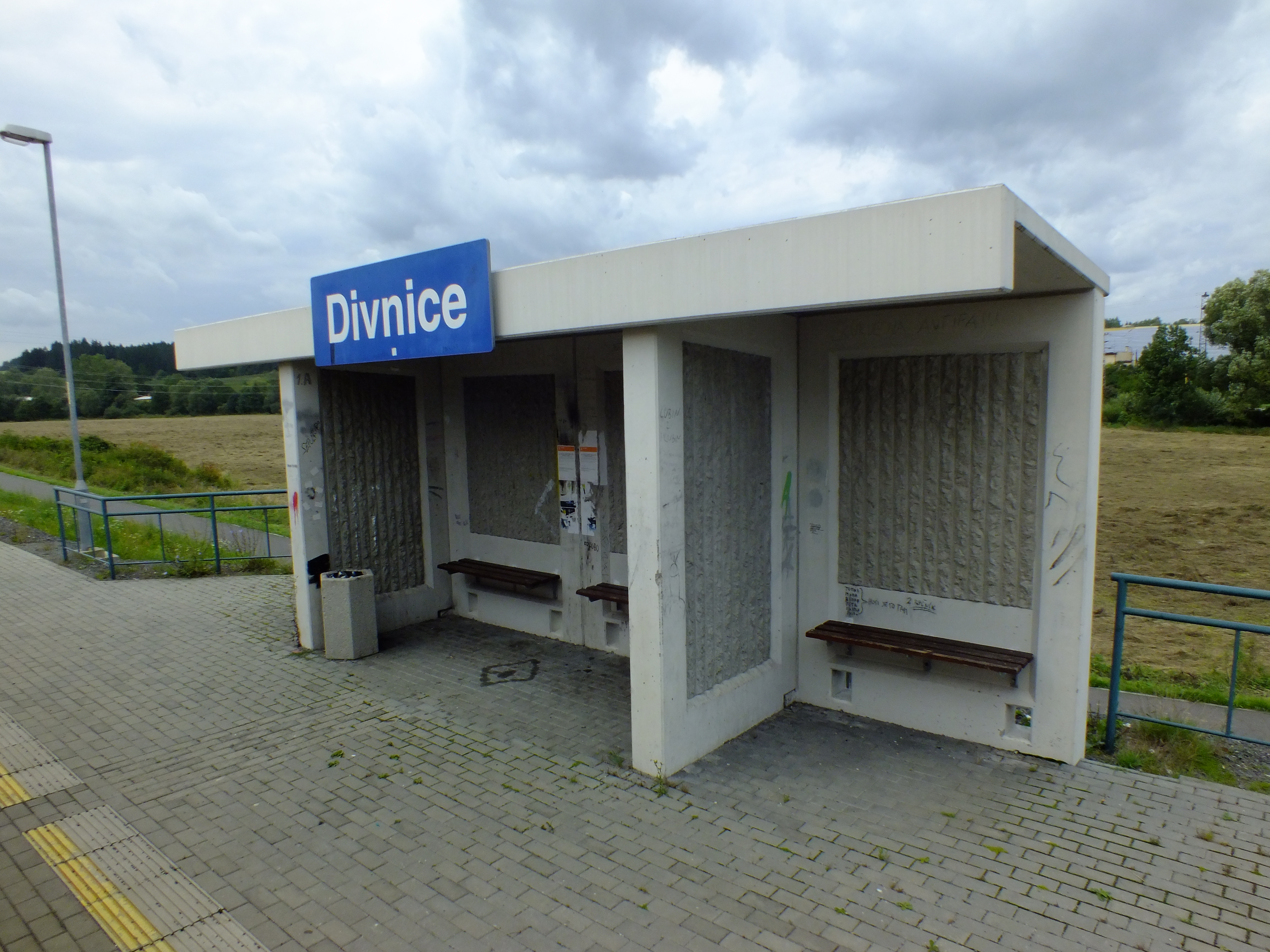
Divnice
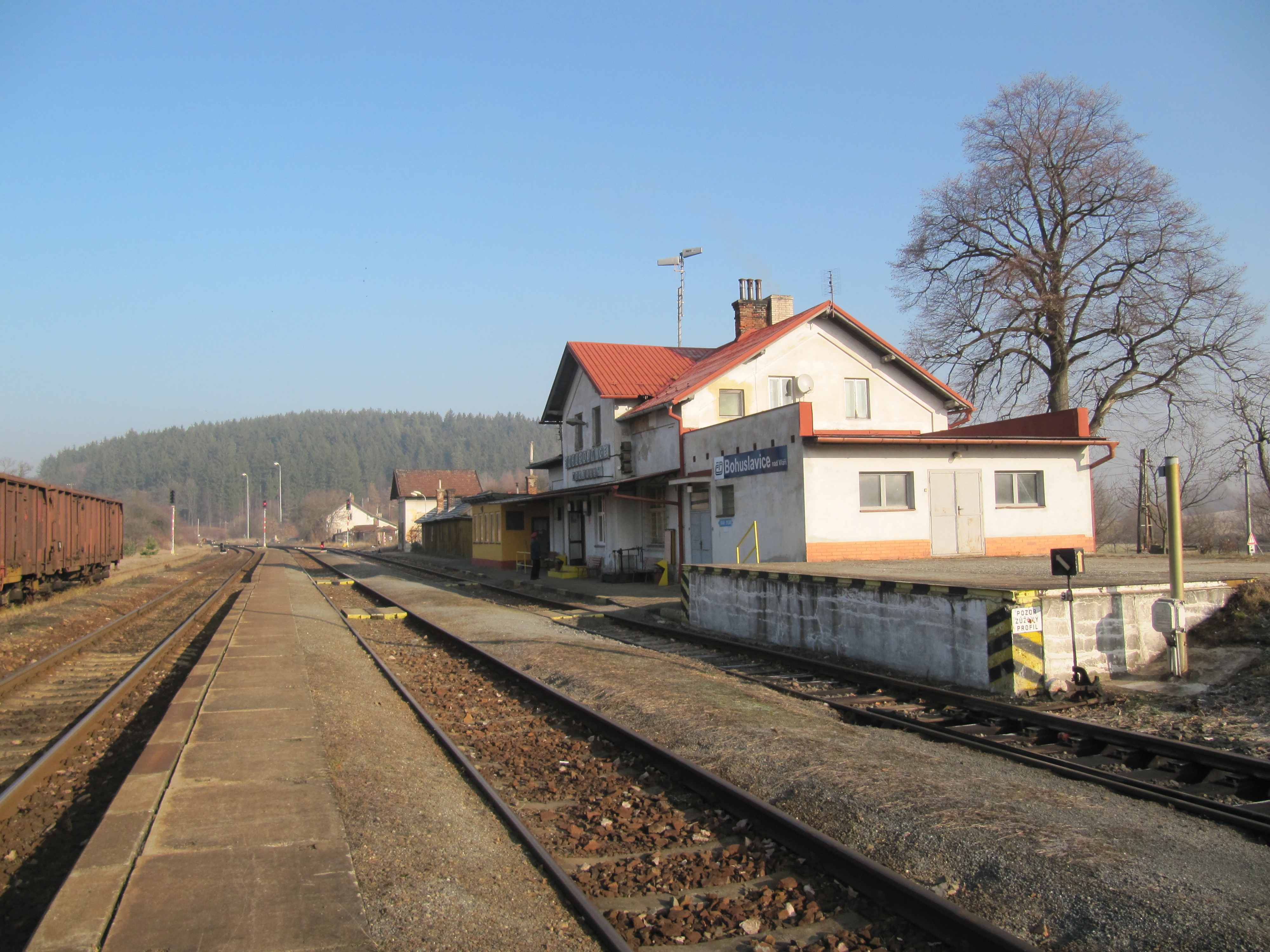
Bohuslavice nad Vláří
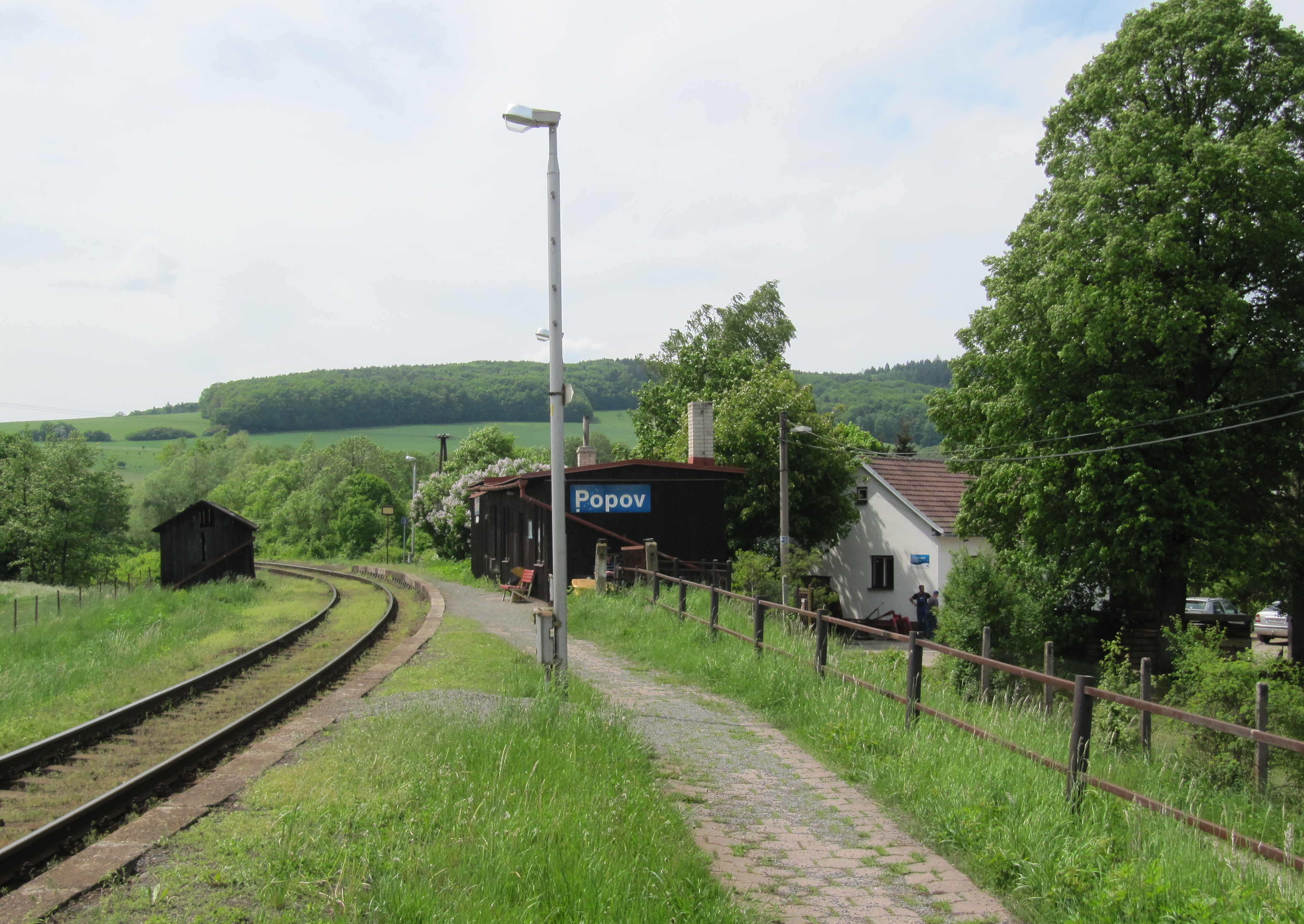
Popov
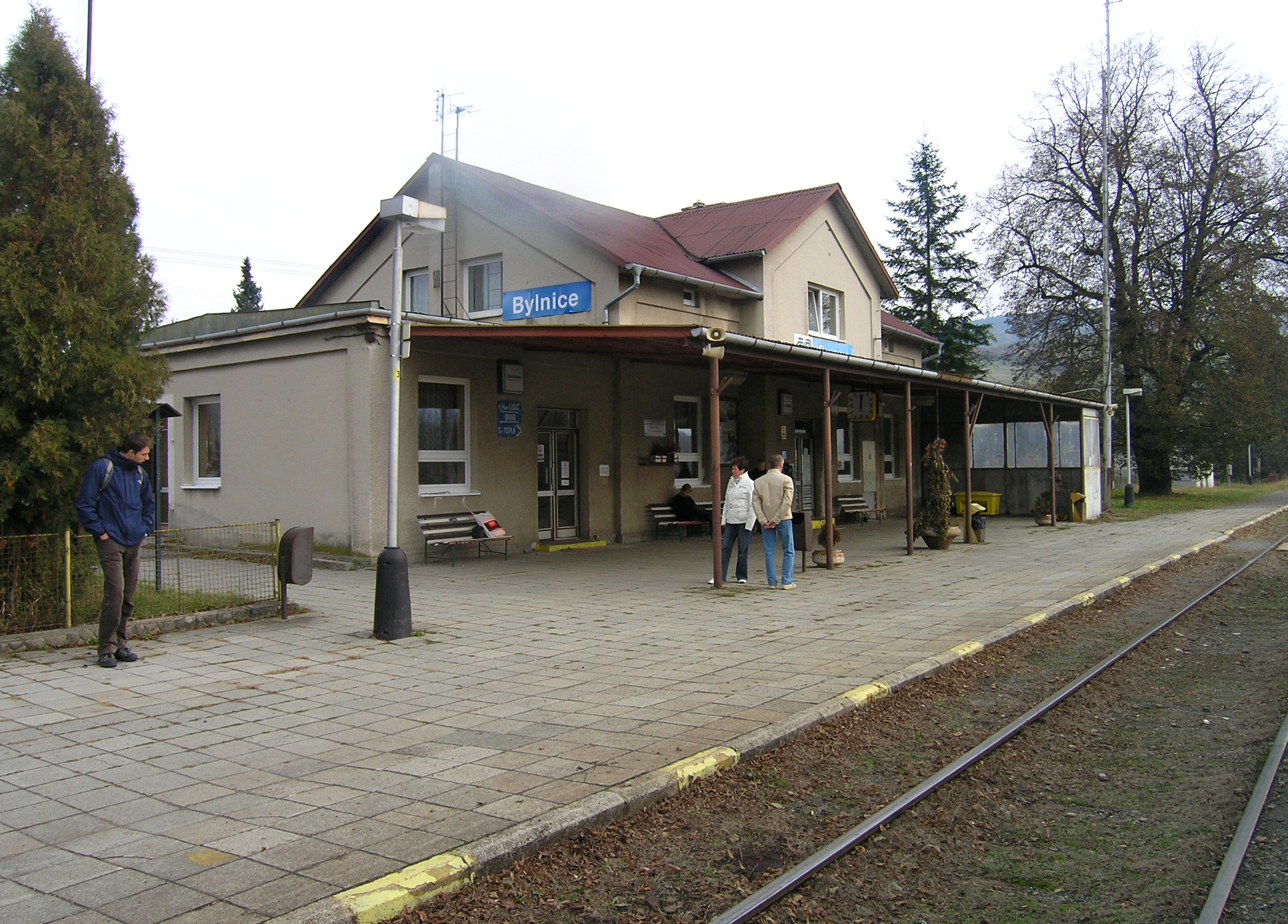
Bylnice
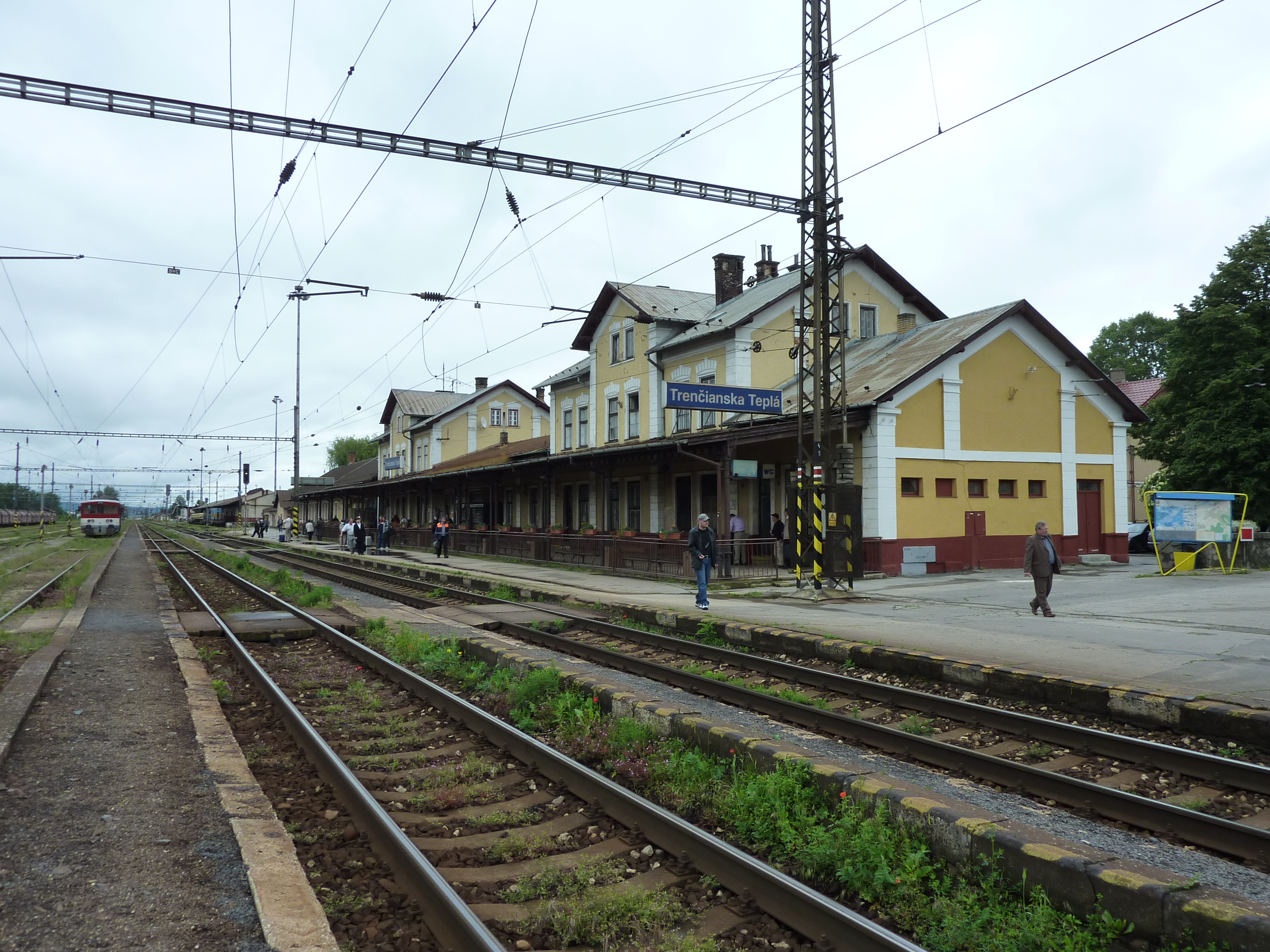
Trenčianska Teplá